# Liste der Biografien/Gie
Liste der Biografien |
Portal Biografien |
Personensuche
# |
A |
B |
C |
D |
E |
F |
G |
H |
I |
J |
K |
L |
M |
N |
O |
P |
Q |
R |
S |
T |
U |
V |
W |
X |
Y |
Z |
?
 
Ga |
Gb |
Gc |
Gd |
Ge |
Gf |
Gh |
Gi |
Gj |
Gk |
Gl |
Gm |
Gn |
Go |
Gp |
Gq |
Gr |
Gs |
Gu |
Gv |
Gw |
Gy |
Gz
 
Gia |
Gib |
Gic |
Gid |
Gie |
Gif |
Gig |
Gih |
Gij |
Gik |
Gil |
Gim |
Gin |
Gio |
Gip |
Gir |
Gis |
Git |
Giu |
Giv |
Giw |
Giy |
Giz
Die Liste der Biografien führt alle Personen auf, die in der deutschsprachigen Wikipedia einen Artikel haben. Dieses ist eine Teilliste mit 624 Einträgen von Personen, deren Namen mit den Buchstaben „Gie“ beginnt.

## Gie
- Gie, Stefanus François Naudé (1884–1945), südafrikanischer Diplomat und Politiker

### Gieb
- Giebe, Hubertus (* 1953), deutscher Maler und Grafiker
- Giebe, Marlies (* 1957), deutsche Restauratorin
- Giebel, Agnes (1921–2017), deutsche Sängerin (Sopran)
- Giebel, Andreas (* 1958), bayerischer KabarettistAndreas Giebel (* 1958)
- Giebel, Beatrix (* 1961), deutsche Malerin

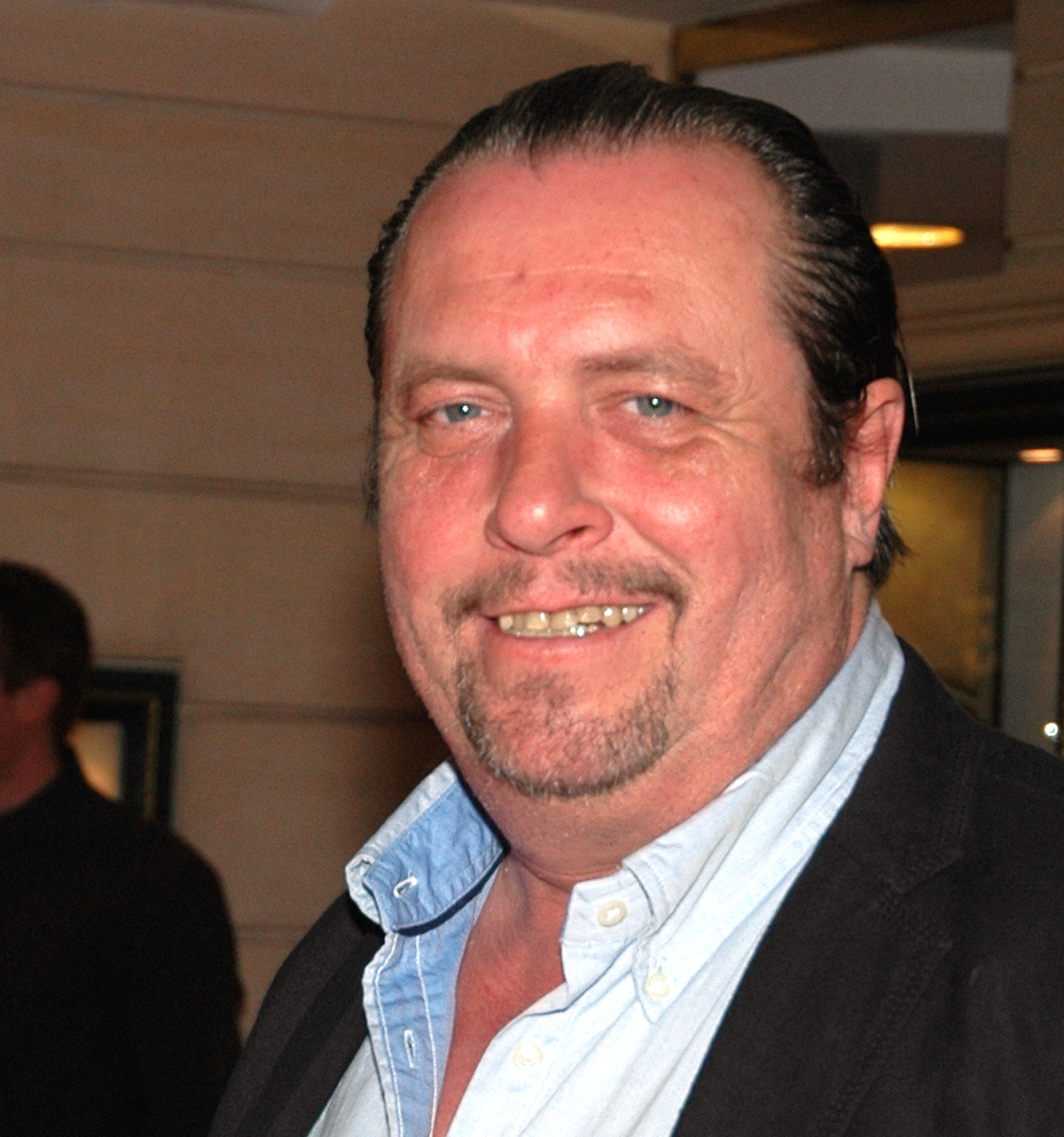
Andreas Giebel (* 1958)

- Giebel, Christian Gottfried (1820–1881), deutscher Zoologe und Paläontologe
- Giebel, Clemens (* 1974), deutscher Schauspieler
- Giebel, Friedrich Wilhelm (1909–1988), deutscher Journalist und Verleger
- Giebel, Heinrich (1865–1951), deutscher Maler
- Giebel, Hilar (* 1883), deutscher Unternehmer
- Giebel, Johann Georg (1813–1867), deutscher Bürgermeister und Mitglied der kurhessischen Ständeversammlung
- Giebel, Josef, deutscher Behindertensportler
- Giebel, Karl (1878–1930), deutscher Politiker (SPD), MdR und Gewerkschafter
- Giebel, Karl (1898–1959), deutscher Opernsänger in der Stimmlage Bassbariton
- Giebel, Marion (* 1939), deutsche Altphilologin, Verlagslektorin, Autorin, Übersetzerin und Herausgeberin
- Giebel, Reinhard (1939–2020), deutscher Jazzmusiker und Schriftsteller
- Giebel, Ute-Beatrix, deutsche Theologin und Journalistin
- Giebel, Wieland (* 1950), deutscher Autor, Verleger und Herausgeber
- Giebele, Johann Nepomuk (1775–1836), deutsch-französischer Maler, Aquatintastecher und Zeichenlehrer
- Giebeler, Carl (* 1812), Hüttenbesitzer und Abgeordneter der Landstände des Herzogtums Nassau
- Giebeler, Cornelia (* 1955), deutsche Soziologin
- Giebeler, Eckart (1925–2006), deutscher Pfarrer und Geistlicher im Strafvollzug der DDR
- Giebeler, Heinz (1927–2004), deutscher Grafiker, Illustrator und Karikaturist
- Giebeler, Wilhelm (1820–1884), nassauischer Bergrat und Bergbaufachmann
- Giebelmann, Charlotte (1899–2002), deutsche Eiskunstlauftrainerin, Eiskunstläuferin
- Giebelmann, Dietmar (* 1946), römisch-katholischer Prälat, Bischofsvikar im Bistum Mainz
- Giebels, Harald (* 1964), deutscher Politiker (CDU, BU Haan), MdL
- Giebenhain, Todd (* 1974), US-amerikanischer Schauspieler
- Giebermann, Heinrich (1798–1858), Bürgermeister und Abgeordneter
- Giebisch, Gerhard (1927–2020), US-amerikanischer Mediziner österreichischer Herkunft
- Giebisch, Hans (1888–1966), österreichischer Dichter, Mittelschulprofessor und Literaturhistoriker
- Giebken, Dieter (* 1959), deutscher Radrennfahrer
- Giebler, Cyndee (* 1958), US-amerikanische Komponistin und Musikpädagogin
- Giebler, Peter (* 1940), deutscher Kommunalpolitiker
- Giebler, Philip (* 1979), US-amerikanischer Autorennfahrer
- Giebler, Rüdiger (* 1958), deutscher Maler und Grafiker
- Giebner, Erich (1910–1960), deutscher Bergmann, MdVErich Giebner (1910–1960)

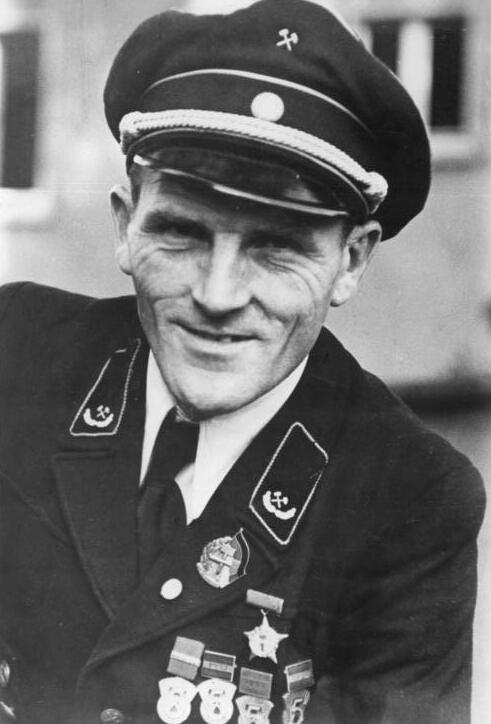
Erich Giebner (1910–1960)

### Giec
- Giech, Carl von (1795–1863), Politiker
- Giech, Georg von († 1501), Dompropst im Bistum Würzburg
- Gieco, León (* 1951), argentinischer Sänger

### Gied
- Giedeon, Torsten (* 1957), deutscher Golfspieler und Golflehrer
- Giedion, Andres (1925–2013), Schweizer Pädiater und Radiologe und Pionier der Kinderradiologie in der Schweiz
- Giedion, Sigfried (1888–1968), Schweizer Architekturhistoriker
- Giedion-Welcker, Carola (1893–1979), deutsch-schweizerische Kunsthistorikerin
- Giedraitis, Alfonsas (1925–2007), litauischer Politiker
- Giedraitis, Balys (1890–1941), litauischer Politiker und Militär
- Giedraitis, Stanislovas (* 1947), litauischer Politiker
- GiedRé (* 1985), litauische Singer-Songwriterin und Komikerin
- Giedroyc, Coky (* 1963), englische Regisseurin
- Giedroyc, Jerzy (1906–2000), polnischer konservativer Schriftsteller, Journalist und Politiker
- Giedroyc, Mel (* 1968), britische Moderatorin und Comedian
- Giedrys, Kazys (1891–1926), litauischer Revolutionär und Politiker

### Gief
- Giefer, Alois (1908–1982), deutscher Architekt
- Giefer, Fabian (* 1990), deutscher FußballtorwartFabian Giefer (* 1990)

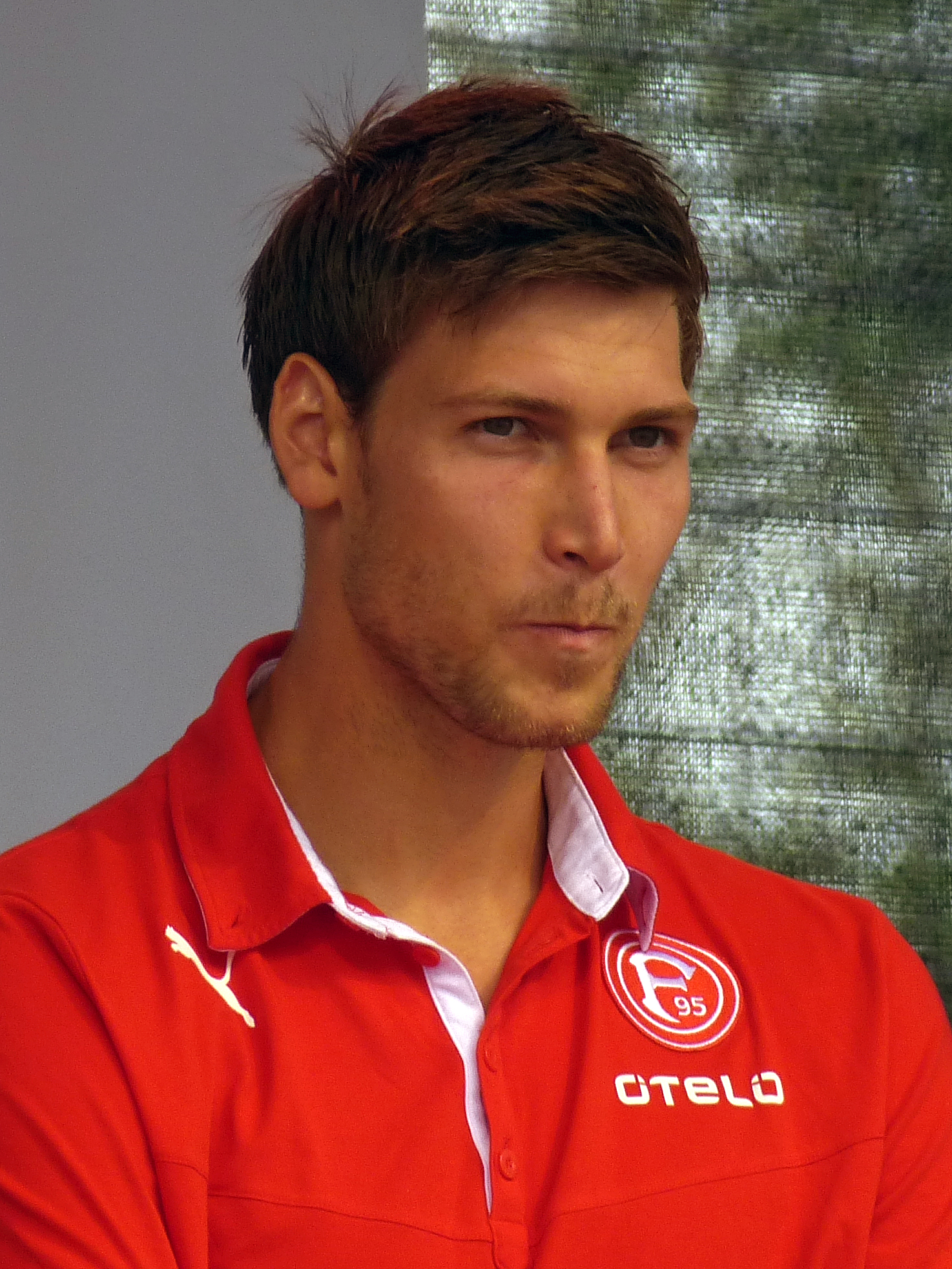
Fabian Giefer (* 1990)

- Giefer, Hermann (* 1947), deutscher Schauspieler
- Giefer, Thomas (* 1944), deutscher Dokumentarfilmer und Journalist
- Giefers, Wilhelm Engelbert (1817–1880), deutscher Gymnasialprofessor, Historiker und Autor
- Giefing, Janine (* 2000), österreichische Radsportlerin
- Giefing, Johann (* 1953), österreichischer Politiker (SPÖ), Mitglied des Bundesrates
- Giefing, Pascal (* 1994), österreichischer Schauspieler und Sänger

### Gieg
- Gieg, Colin (1942–2013), US-amerikanischer Jazz-Bassist
- Giegeling, Friedrich (* 1936), deutscher Fußballspieler und Trainer
- Giegengack, Annekathrin (* 1970), deutsche Politikerin (Grüne), MdL
- Giegerich, Ann-Cathrin (* 1992), deutsche Handballspielerin
- Giegerich, Bastian (* 1976), deutscher Politikwissenschaftler
- Giegerich, Gregor (1913–1950), deutscher römisch-katholischer Ordensmann, Missionar und Märtyrer
- Giegerich, Karin (* 1963), deutsche Film- und TheaterschauspielerinKarin Giegerich (* 1963)

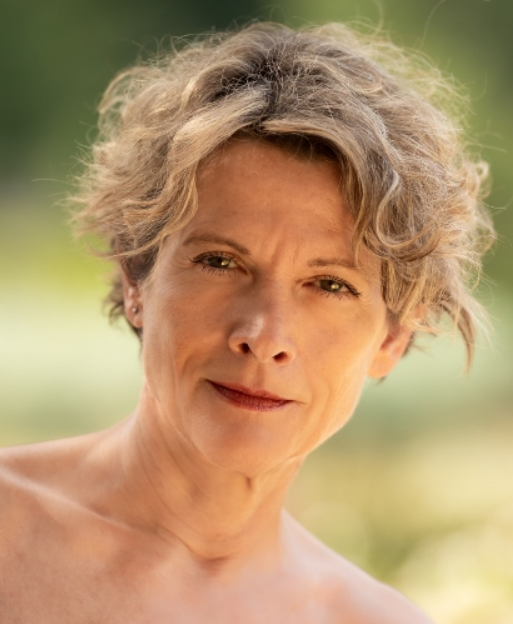
Karin Giegerich (* 1963)

- Giegerich, Thomas (* 1959), deutscher Rechtswissenschaftler
- Giegerich, Thomas (* 1971), deutscher Schauspieler
- Giegerl, Johann (1896–1967), österreichischer Politiker (SPÖ), Abgeordneter zum Nationalrat
- Giegiel, Romuald (* 1957), polnischer Hürdenläufer
- Giegler, Carl Christian (1844–1921), Generalgouverneur des ägyptischen Sudan
- Giegler, Helmut (1947–2017), deutscher Soziologe und empirischer Sozialforscher
- Giegling, Franz (1921–2007), Schweizer Musikwissenschaftler
- Giegling, Robert (* 1983), deutscher Jazz-Musiker
- Giegold, Fritz (1903–1978), deutscher Schachkomponist
- Giegold, Heinrich (1924–2006), deutscher Journalist und Verleger
- Giegold, Sven (* 1969), deutscher Politiker (Bündnis 90/Die Grünen), MdEP, Staatssekretär im Bundesministerium für Wirtschaft und Klimaschutz

### Gieh
- Giehl, Friedrich (* 1933), deutscher Verwaltungsjurist
- Giehl, Jürgen (* 1965), deutscher Fußballspieler und -trainer
- Giehl, Madita (* 1994), deutsche Fußballspielerin
- Giehl, Tobias (* 1991), deutscher Leichtathlet
- Giehler, Torben (* 1973), deutscher Maler
- Giehlow, Karl (1863–1913), deutscher Kunsthistoriker
- Giehr, Johann Martin (1763–1848), deutscher Maler
- Giehring, Heinz (1940–2025), deutscher Rechtswissenschaftler
- Giehrl, Emilia (1837–1915), deutsche Jugend- und Volksschriftstellerin
- Giehrl, Hermann von (1877–1923), deutscher Offizier und Militärschriftsteller
- Giehrl, Maximilian von (1840–1896), bayerischer Generalleutnant
- Giehse, Therese (1898–1975), deutsche SchauspielerinTherese Giehse (1898–1975)

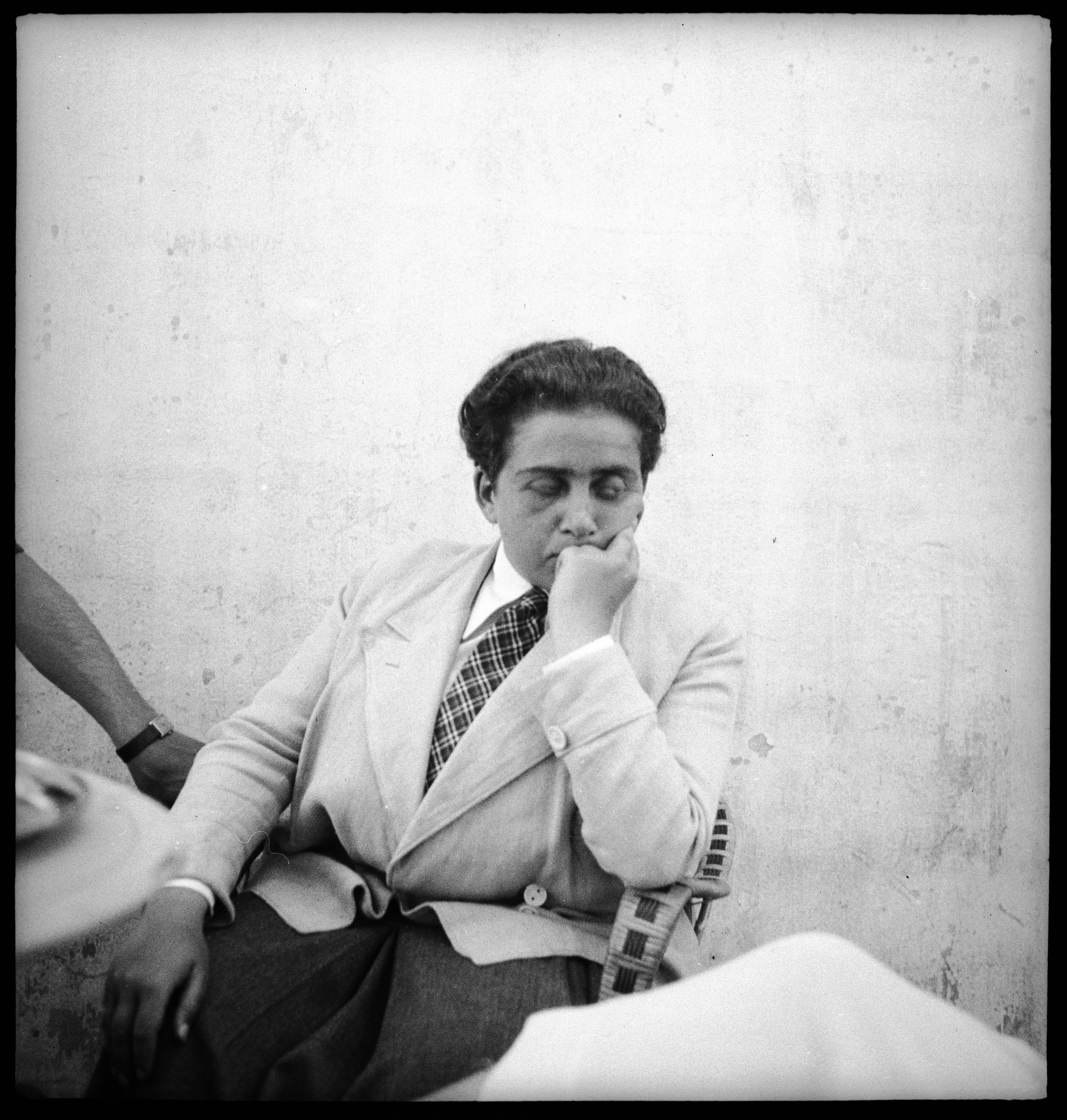
Therese Giehse (1898–1975)

### Giel
- Giel von Gielsberg, Roman (1612–1673), deutscher Abt, Fürstabt im Fürststift Kempten (1639–1673)
- Giel von Glattburg, Rudolf, Sankt Galler Hofmeister und Erbkämmerer
- Giel, Christian (1837–1909), deutscher Erzieher und Numismatiker
- Giel, Günter (1929–1988), deutscher Generalleutnant der Deutschen Volkspolizei und stellvertretender Minister (DDR)
- Gielchen, Andreas (1964–2023), deutscher Fußballspieler
- Giele, Adolf (1929–2002), deutscher Handballspieler und -trainer
- Giele, Alphonsa (1888–1943), deutsche römisch-katholische Ordensfrau, Missionarin und Märtyrin
- Giele, Tessa (* 2002), niederländische Schwimmerin
- Gielen, Carl (1900–1987), deutscher Priester
- Gielen, Frans (1921–2004), belgischer Radrennfahrer
- Gielen, Franz (1867–1947), deutscher Oberbürgermeister im Rheinland
- Gielen, Johan (* 1968), belgischer Trance-DJ und -Produzent
- Gielen, Jos (1898–1981), niederländischer Niederlandist, Hochschullehrer und Politiker
- Gielen, Josef (1890–1968), österreichischer Schauspieler, Regisseur und Direktor des Wiener Burgtheaters von deutscher Herkunft
- Gielen, Katrien (* 1990), belgische Volleyball- und Beachvolleyballspielerin
- Gielen, Marlis (* 1959), deutsche Theologin
- Gielen, Michael (1927–2019), deutsch-österreichischer Dirigent und Komponist
- Gielen, Michael Andrew (* 1971), neuseeländischer Geistlicher und römisch-katholischer Bischof von Christchurch
- Gielen, Victor (1825–1887), deutscher Zigarrenfabrikant, Tabakhändler und Politiker (Zentrum), MdR
- Gielen, Viktor (1910–1998), belgischer römisch-katholischer Geistlicher und Heimatforscher
- Gieler, Aurelia (* 1940), österreichische Politikerin und AHS-Lehrerin in Ruhe (ÖVP)
- Gieler, Wolfgang (* 1960), deutscher Politologe
- Gieler, Wolfgang (* 1986), deutscher Basketballspieler
- Gielge, Hans (1901–1970), österreichischer Lehrer, Volksliedsammler und Heimatpfleger
- Giełgud, Antoni (1792–1831), polnischer General
- Gielgud, John (1904–2000), britischer SchauspielerJohn Gielgud (1904–2000)

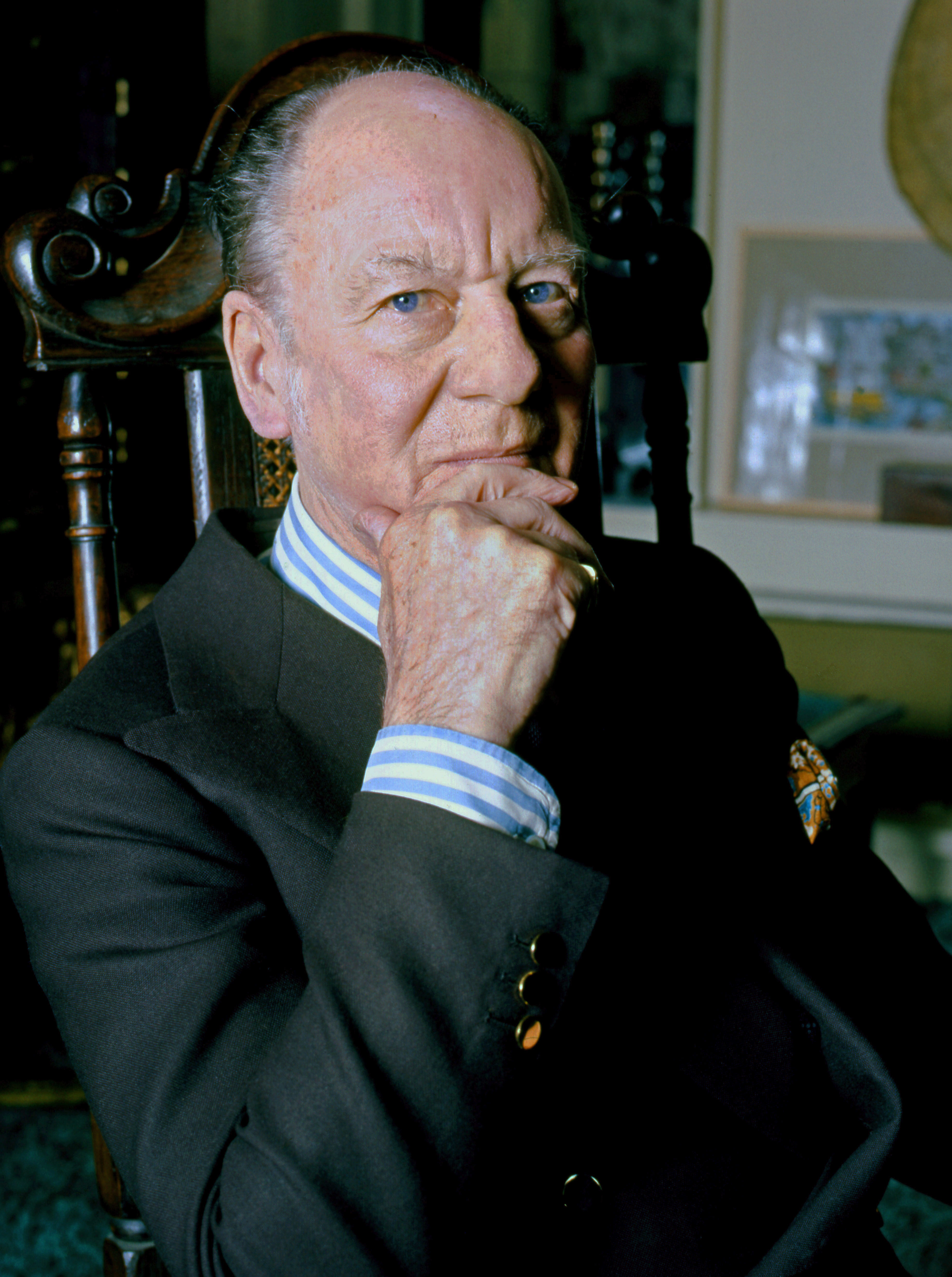
John Gielgud (1904–2000)

- Gielgud, Val (1900–1981), englischer Schriftsteller und Redakteur
- Gielhammer, Lutz (1898–1988), deutscher Diplomat
- Gielis, Johan (* 1962), belgischer Ingenieur, Wissenschaftler, Mathematiker und Unternehmer
- Giella, Joe (1928–2023), US-amerikanischer Comiczeichner
- Gielniak, Józef (1932–1972), polnischer Grafiker (Linolschnitt)
- Gielnik, Emily (* 1992), australische Fußballspielerin
- Gielow, Curt (* 1954), US-amerikanischer Politiker
- Gieltowski, Stefan (* 1954), deutscher Politiker (SPD)

### Giem
- Giemsa, Gustav (1867–1948), deutscher Chemiker und Bakteriologe
- Giemsch, Dennis (* 1985), deutscher Rechtsextremist
- Giemulla, Elmar (* 1950), deutscher Jurist, Experte für Luftfahrtrecht

### Gien
- Gien, Anna (* 1991), deutsche Schriftstellerin und Kolumnistin
- Gien, Gabriele (* 1962), deutsche FachdidaktikerinGabriele Gien (* 1962)

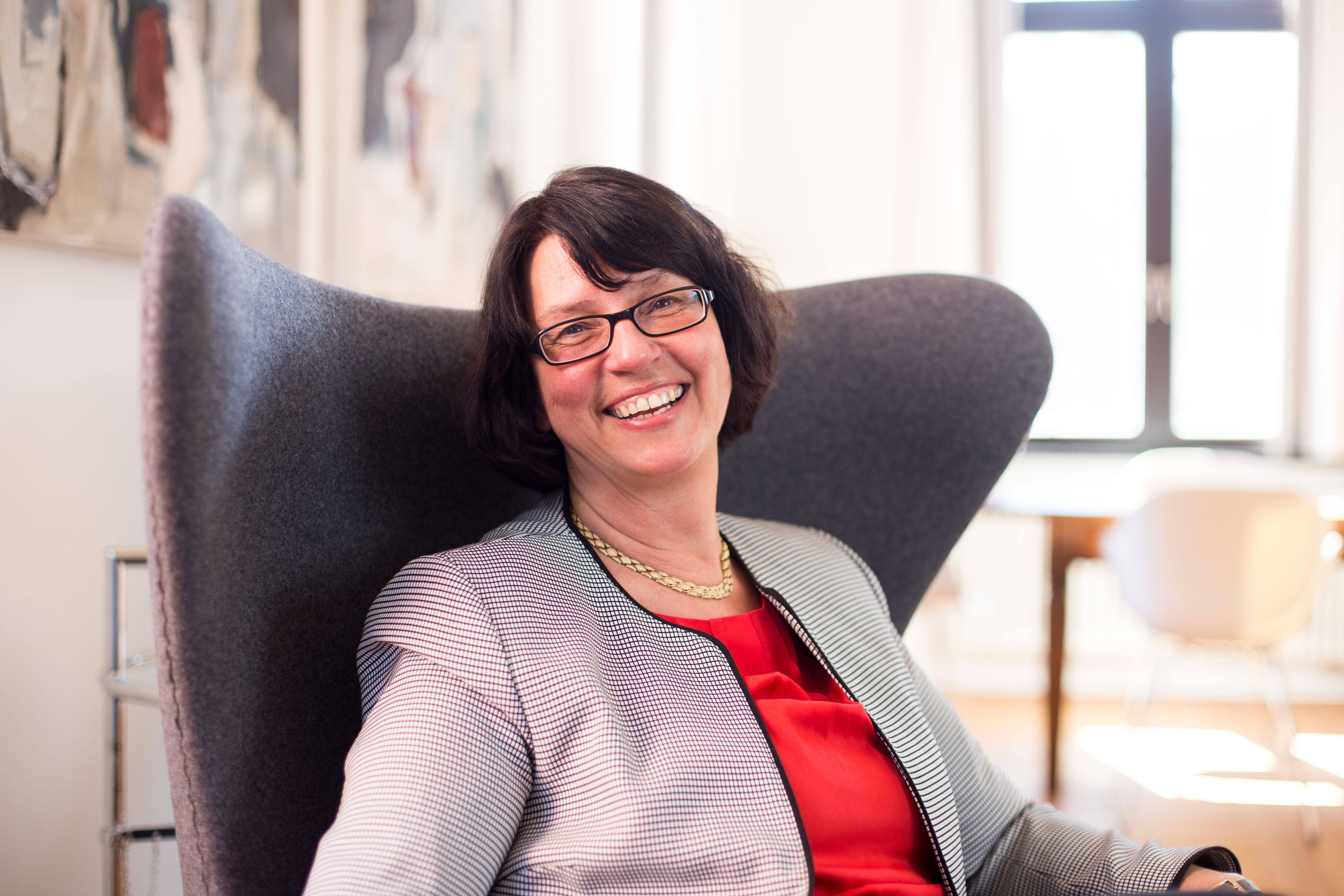
Gabriele Gien (* 1962)

- Gienanth, Carl von (1818–1890), deutscher Unternehmer in der Eisenindustrie
- Gienanth, Curt Ludwig von (1876–1961), deutscher General der Kavallerie im Zweiten Weltkrieg
- Gienanth, Eugen von (1846–1893), deutscher Montan-Unternehmer und Gutsbesitzer
- Gienanth, Ludwig von (1767–1848), deutscher Unternehmer in der Montanindustrie
- Gienapp, Christian (* 1949), deutscher Agrarwissenschaftler und Politiker (CDU)
- Giencke, Christian (1896–1967), deutscher Politiker (CDU), MdB
- Giencke, Ernst (1925–2007), deutscher Luft- und Raumfahrtingenieur
- Giencke, Volker (* 1947), österreichischer Architekt
- Giendl, Rudolf (1894–1971), österreichischer Architekt und Hochschullehrer
- Gieng, Hans († 1562), Schweizer Bildhauer
- Gienger von Grienpichel, Jakob (1510–1578), Vizedom von Oberösterreich
- Gienger von Rotteneck, Georg (1496–1577), Vizekanzler des Heiligen Römischen Reiches
- Gienger von Wolfseck, Cosmas (1516–1592), Vizedom von Oberösterreich
- Gienger von Wolfseck, Hans Adam (1558–1623), Vizedom von Oberösterreich
- Gienger, Eberhard (* 1951), deutscher Kunstturner und Politiker (CDU), MdBEberhard Gienger (* 1951)

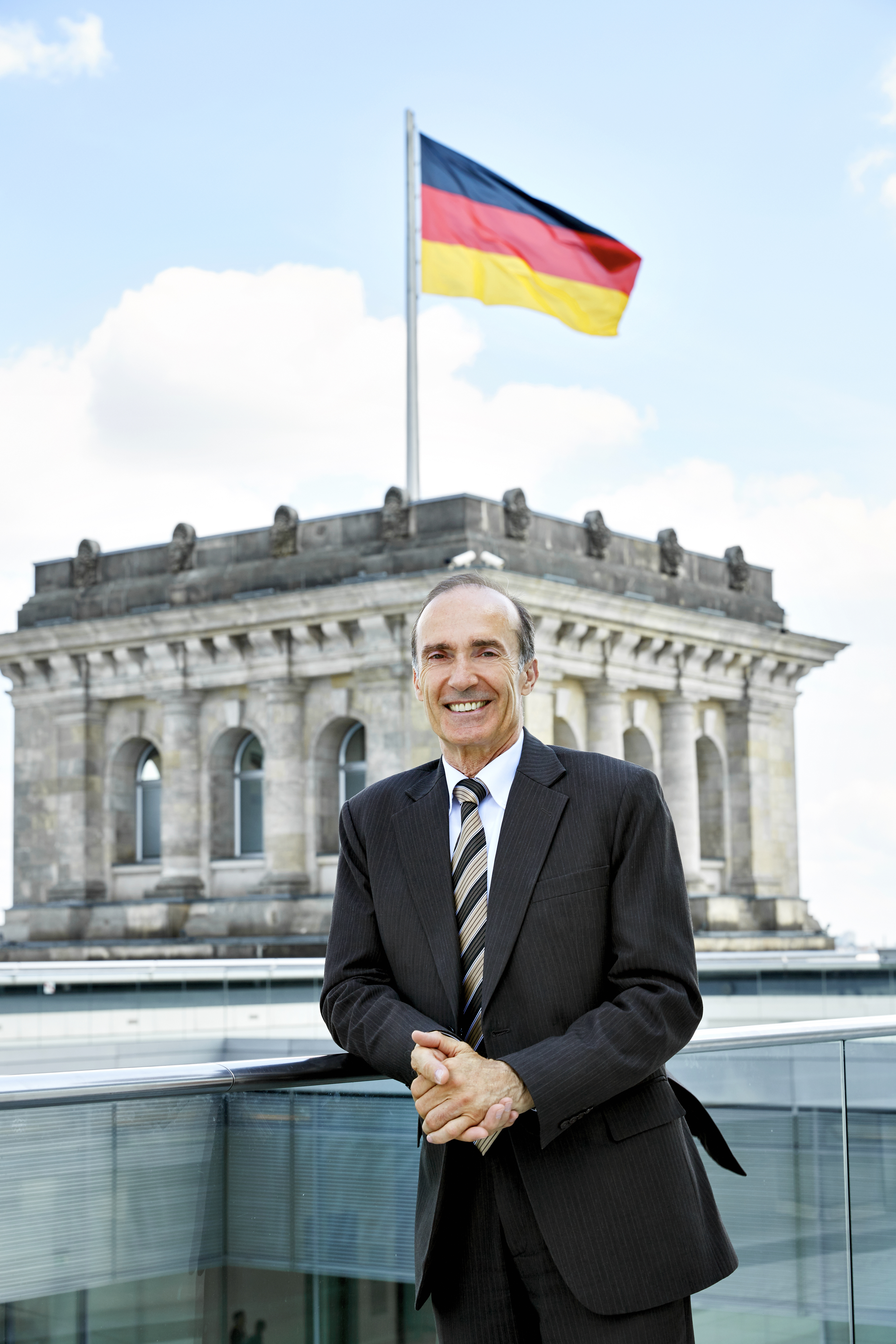
Eberhard Gienger (* 1951)

- Gienger, Eitl Hans (* 1505), Landvogt zu Feldkirch, Hofkriegsrat, Land- und Feldzeugmeister in Tirol
- Gienger, Michael (1964–2014), deutscher Autor, Seminarleiter und Experte der pseudowissenschaftlichen Steinheilkunde
- Gienke, Hermann (1893–1972), deutscher Politiker (SPD), Mitglied der Bremischen Bürgerschaft
- Gienke, Horst (1930–2021), deutscher Geistlicher, Bischof der Pommerschen Evangelischen Kirche, inoffizieller Mitarbeiter der DDR-Staatssicherheit
- Gienow, Hanna (* 1943), deutsche Politikerin (CDU), MdHB
- Gienow, Herbert (* 1926), deutscher Jurist und Industriemanager
- Gienow, Peter (* 1960), deutscher Homöopath
- Gienow-Hecht, Jessica (* 1964), deutsche Historikerin

### Gier
- Gier, Albert (* 1953), deutscher Romanist und Librettologe sowie Hochschullehrer
- Gier, Alexander (* 1981), deutscher Schauspieler
- Gier, August (1848–1903), deutscher Bauingenieur und Eisenbahnbaumeister
- Gier, Franz (1903–1963), deutscher Politiker (CVP), MdL Saarland
- Gier, Helmut (* 1947), deutscher Bibliothekar
- Gier, Karl Theodor (1796–1856), deutscher Politiker
- Gier, Kerstin (* 1966), deutsche AutorinKerstin Gier (* 1966)

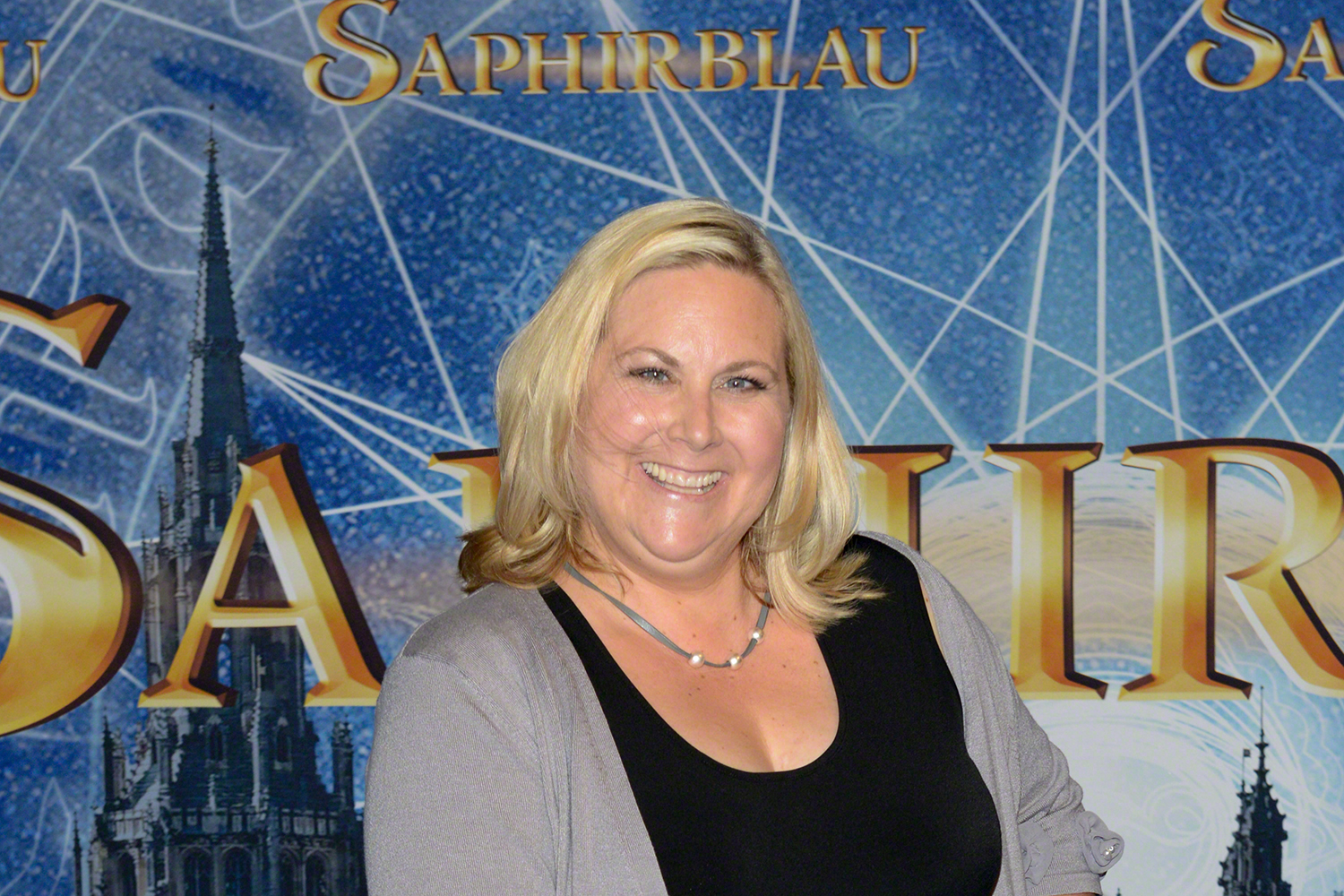
Kerstin Gier (* 1966)

- Gier, Madeline (* 1996), deutsche Fußballspielerin
- Gier, Markus (* 1970), Schweizer Ruderer
- Gier, Michael (* 1967), Schweizer Ruderer
- Gier, Roland (* 1956), deutscher Boxer
- Gier, Scott G. (* 1948), US-amerikanischer Science-Fiction-Schriftsteller
- Gier, Wilhelm (1867–1951), deutscher Steyler Missionar und Generalsuperior
- Giéra, Paul (1816–1861), französischer Notar und Dichter okzitanischer Sprache
- Gierach, Erich (1881–1943), deutscher NS-Germanist und Volkstumskämpfer der völkischen sudetendeutschen Bewegung
- Gierak, Łukasz (* 1988), polnischer Handballspieler
- Gierasch, Lila M. (* 1948), US-amerikanische Biochemikerin und Biophysikerin
- Gierasch, Stefan (1926–2014), US-amerikanischer Schauspieler
- Gieraths, Günther (1898–1967), deutscher Bibliothekar und Militärhistoriker
- Gieraths, Paul-Gundolf (1914–1997), deutscher Kirchenhistoriker und Dominikaner
- Gierck, Agnes (1886–1944), deutsche Widerstandskämpferin gegen den Nationalsozialismus
- Giercke, Klaus (* 1931), deutscher Psychiater und Neurologe
- Gierden, Karlheinz (1926–2022), deutscher Kommunalpolitiker (CDU), Oberkreisdirektor Landkreis Köln, Vorstandsvorsitzender der Kölner Bank
- Gierden-Jülich, Marion (* 1951), deutsche Politikerin (CDU), Staatssekretärin in Nordrhein-Westfalen
- Giere, Armin (1936–2017), deutscher Basketballfunktionär und -trainer
- Giere, Johann Christoph Franz (1774–1825), deutscher Miniaturmaler, Lithograph, Kupferstecher in Schwarzkunst und Kunsthändler
- Giere, Julius (1807–1880), deutscher Lithograf, Fotograf, Zeichner, Maler und Verleger
- Giere, Ronald (1938–2020), US-amerikanischer Wissenschaftstheoretiker
- Giere, Wolfgang (1936–2025), deutscher Medizininformatiker
- Gierejkiewicz, Jarosław (* 1965), polnischer Fußballspieler
- Gierek, Adam (* 1938), polnischer Politiker, MdEP
- Gierek, Edward (1913–2001), polnischer Politiker, Mitglied des Sejm und Parteichef der PZPREdward Gierek (1913–2001)

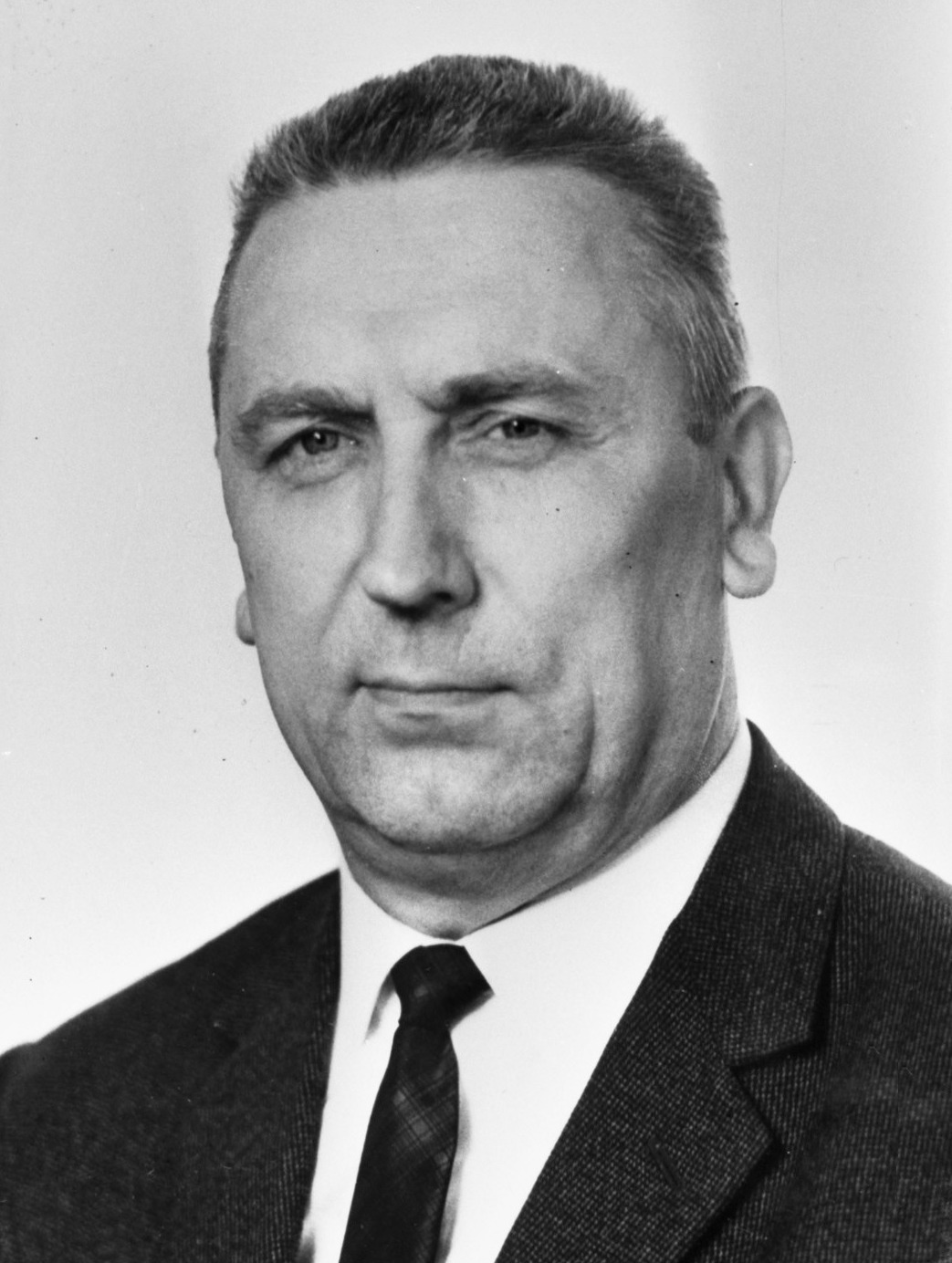
Edward Gierek (1913–2001)

- Gieren, Stefan, deutscher Filmemacher
- Gierens, Michael (1888–1937), katholischer Dogmatiker, Hochschullehrer
- Gierenstein, Karl Heinz (1920–2002), deutscher Verwaltungsbeamter und Politiker (CSU), MdB
- Gierer, Alfred (* 1929), deutscher Physiker, Professor und Direktor am Max-Planck-Institut für Entwicklungsbiologie
- Gierets, Stephan (1895–1941), deutscher und belgischer Politiker (NSDAP), MdR
- Giergl, Kálmán (1863–1954), ungarischer Architekt und Vertreter des Eklektizismus in Ungarn
- Gierhake, Katrin, deutsche Strafrechtlerin und Rechtsphilosophin
- Gierich, Peter (1936–2022), deutscher Politiker (CDU), MdA
- Giering, Frank (1971–2010), deutscher Schauspieler
- Giering, Irmgard (1925–2006), deutsche Künstlerin und Kunsterzieherin
- Giering, Karl (1900–1945), deutscher Gestapobeamter und SS-Führer
- Giering, Markus (* 1985), deutscher Leichtathlet und Crosslauf-Sommerbiathlet
- Giering, Oswald (* 1933), deutscher Mathematiker
- Giering, Tobias (* 1982), deutscher Crosslauf-Sommerbiathlet
- Gierisch, Kristin (* 1990), deutsche DreispringerinKristin Gierisch (* 1990)

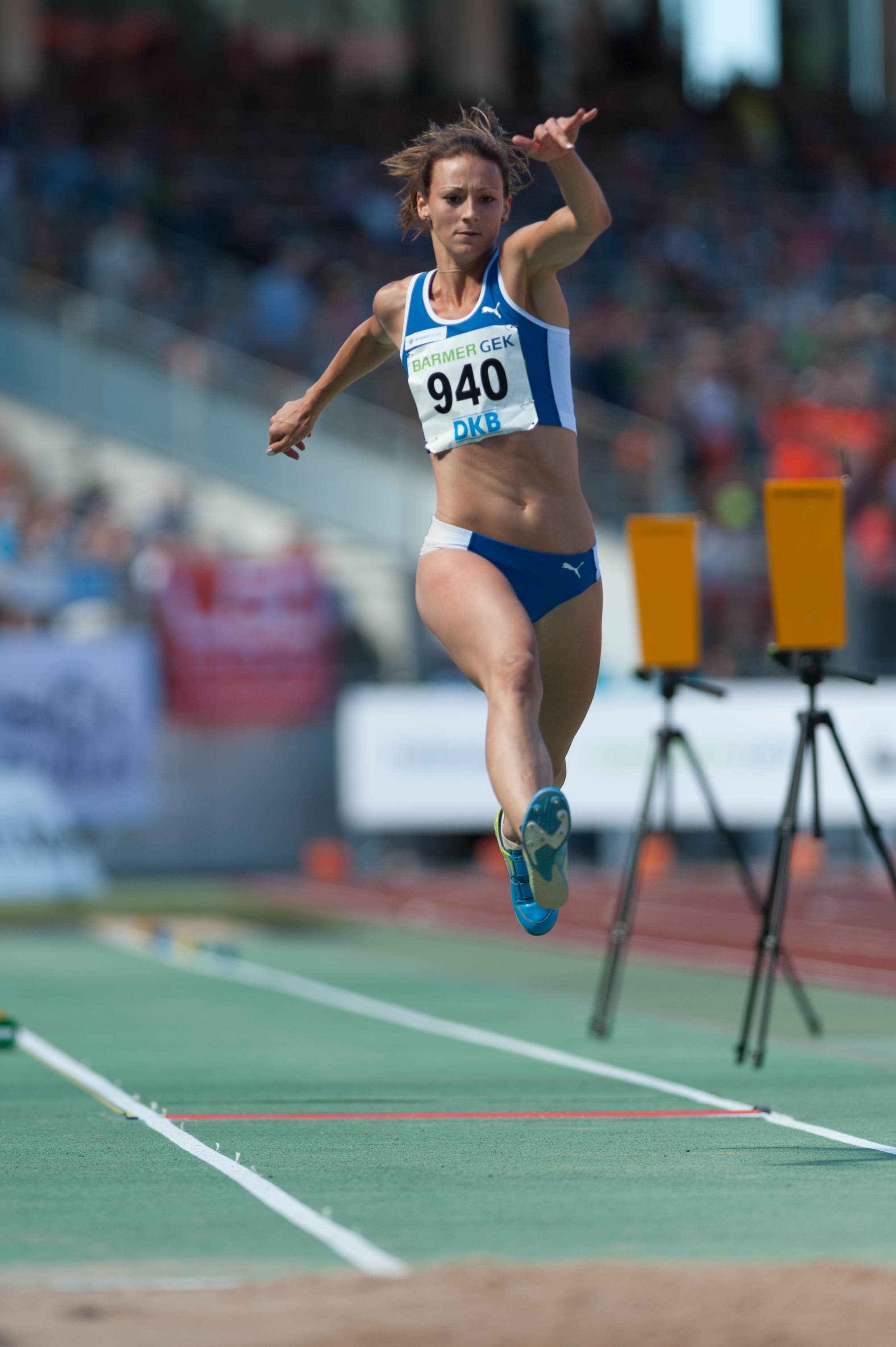
Kristin Gierisch (* 1990)

- Gierisch, Walter (1890–1941), deutscher Chemiker und Hochschullehrer
- Gierke, Anna von (1874–1943), deutsche Sozialpädagogin und Politikerin der DNVP
- Gierke, Edgar von (1877–1945), deutscher Pathologe
- Gierke, Gerhart von (1922–2003), deutscher Plasmaphysiker
- Gierke, Hans Paul Bernhard (1847–1886), deutscher Anatom
- Gierke, Hans von (1895–1939), deutscher Gutsbesitzer, polnischer Gutsbesitzer
- Gierke, Henning von (* 1947), deutscher Maler
- Gierke, Hildegard von (1880–1966), deutsche Sozialpädagogin
- Gierke, Julius (1807–1855), preußischer Jurist, Abgeordneter und 1848 Landwirtschaftsminister
- Gierke, Julius von (1875–1960), deutscher Rechtswissenschaftler
- Gierke, Karl (1900–1978), deutscher Politiker (CDU), MdL Sachsen-Anhalt
- Gierke, Karl-Heinz (* 1938), deutscher Schauspieler
- Gierke, Markus (* 1991), deutscher Schwimmsportler
- Gierke, Max (1917–2001), deutscher Filmproduzent
- Gierke, Otto von (1841–1921), deutscher Rechtshistoriker, Hochschullehrer und PolitikerOtto von Gierke (1841–1921)

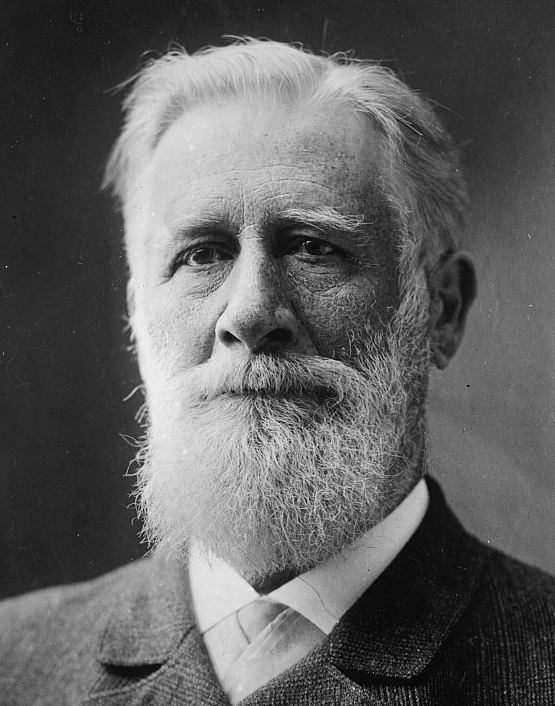
Otto von Gierke (1841–1921)

- Gierke, Sinha Melina (* 1989), deutsche Schauspielerin
- Gierke-Wedel, Christa (* 1954), deutsche Sportmoderatorin
- Gierl, Irmgard (* 1913), deutsche Volkskundlerin, Autorin und Herausgeberin
- Gierl, Martin (* 1959), deutscher Historiker
- Gierlach, Katharina (* 1983), deutsche Malerin
- Gierlich, Willi (* 1932), deutscher Fußballspieler und Autor
- Gierlichs, Karl (1819–1887), preußischer Landrat und Bürgermeister
- Gierlichs, Willy (1900–1945), deutscher Soziologe
- Gierlinger, Balthasar (1886–1954), österreichischer Bauer und Politiker, Landtagsabgeordneter, Abgeordneter zum Nationalrat
- Gierlinger, Manuel (* 1981), österreichischer Handballspieler
- Gierlinger, Wolfgang (* 1947), deutscher Fußballspieler
- Gierloff-Emden, Hans-Günter (1923–2011), deutscher Geograph
- Giermann, Christian (1936–2022), deutscher Flottillenadmiral
- Giermann, Max (* 1975), deutscher Komiker, Parodist, Schauspieler und TheaterregisseurMax Giermann (* 1975)

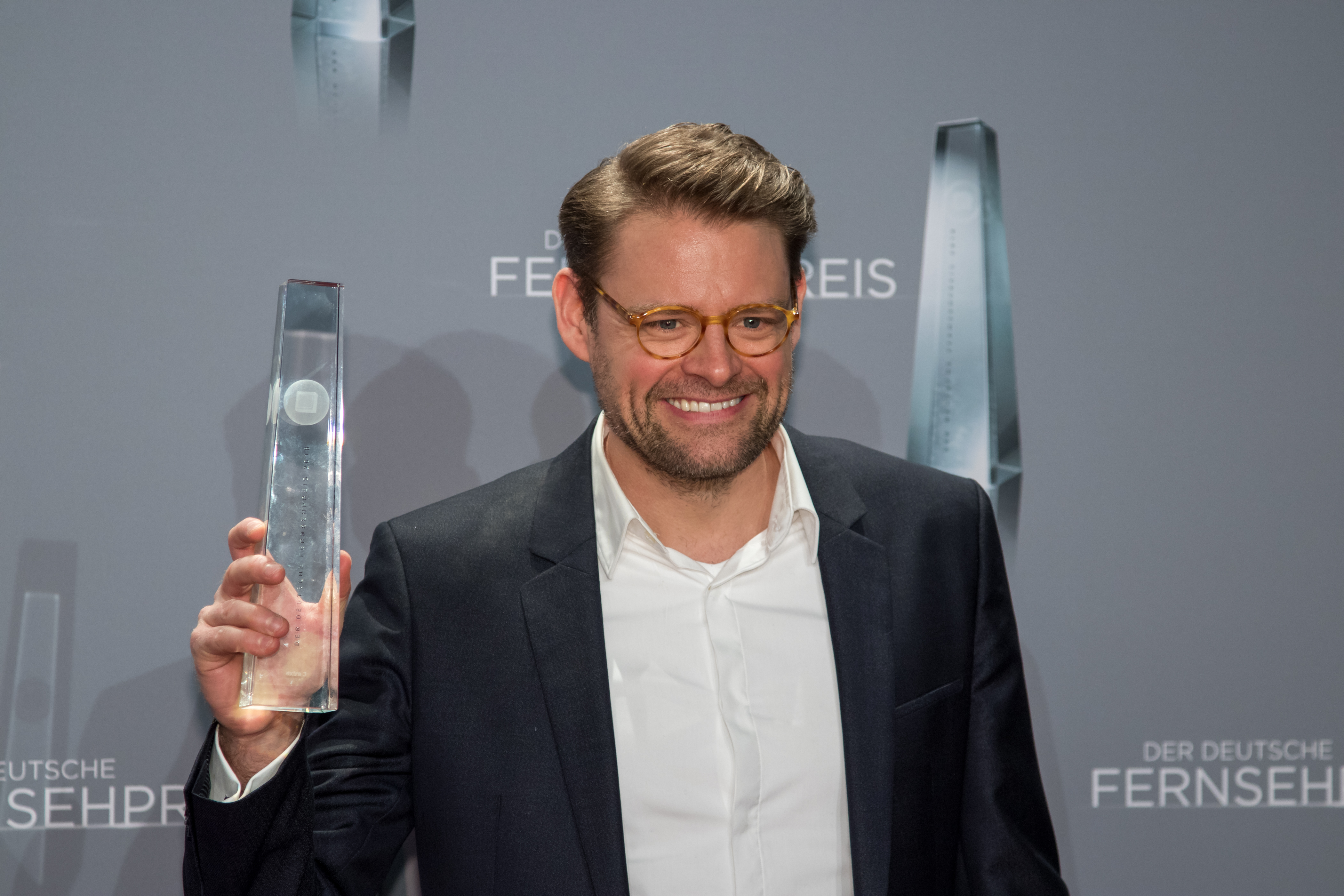
Max Giermann (* 1975)

- Giermaziak, Kuba (* 1990), polnischer Automobilrennfahrer
- Giermeier, Michael (* 1949), deutscher Stabsfeldwebel a. D.
- Giermek, Joachim (1943–2024), US-amerikanischer Generalminister der Minoriten
- Gierok, Katharina (* 1992), deutsche Eiskunstläuferin
- Gieron, Katharina (* 1999), deutsche Schauspielerin
- Gierowski, Józef Andrzej (1922–2006), polnischer Historiker
- Gierowski, Stefan (1925–2022), polnischer Maler
- Giers, Joachim (1911–1996), katholischer Sozialwissenschaftler und Moraltheologe
- Giers, Michail Nikolajewitsch de (1856–1932), zaristischer Botschafter
- Giers, Nikolai Karlowitsch de (1820–1895), russischer Staatsmann und Außenminister (1882–1895)
- Giers, Walter (1937–2016), deutscher Licht-, Klang- und Medienkünstler
- Giers, Werner (1928–2016), deutscher Journalist
- Giersbach, William (* 1941), US-amerikanischer Objektkünstler
- Giersberg, Erich (1854–1905), deutscher Feuerwehrmann und Erfinder
- Giersberg, Hans-Joachim (1938–2014), deutscher Kunsthistoriker
- Giersberg, Heiner (1941–2023), deutscher Journalist, Synchron- und Hörbuchsprecher
- Giersberg, Ludwig (1824–1883), deutscher Architekt und preußischer Baubeamter
- Giersbergen, Anneke van (* 1973), niederländische Sängerin und GitarristinAnneke van Giersbergen (* 1973)

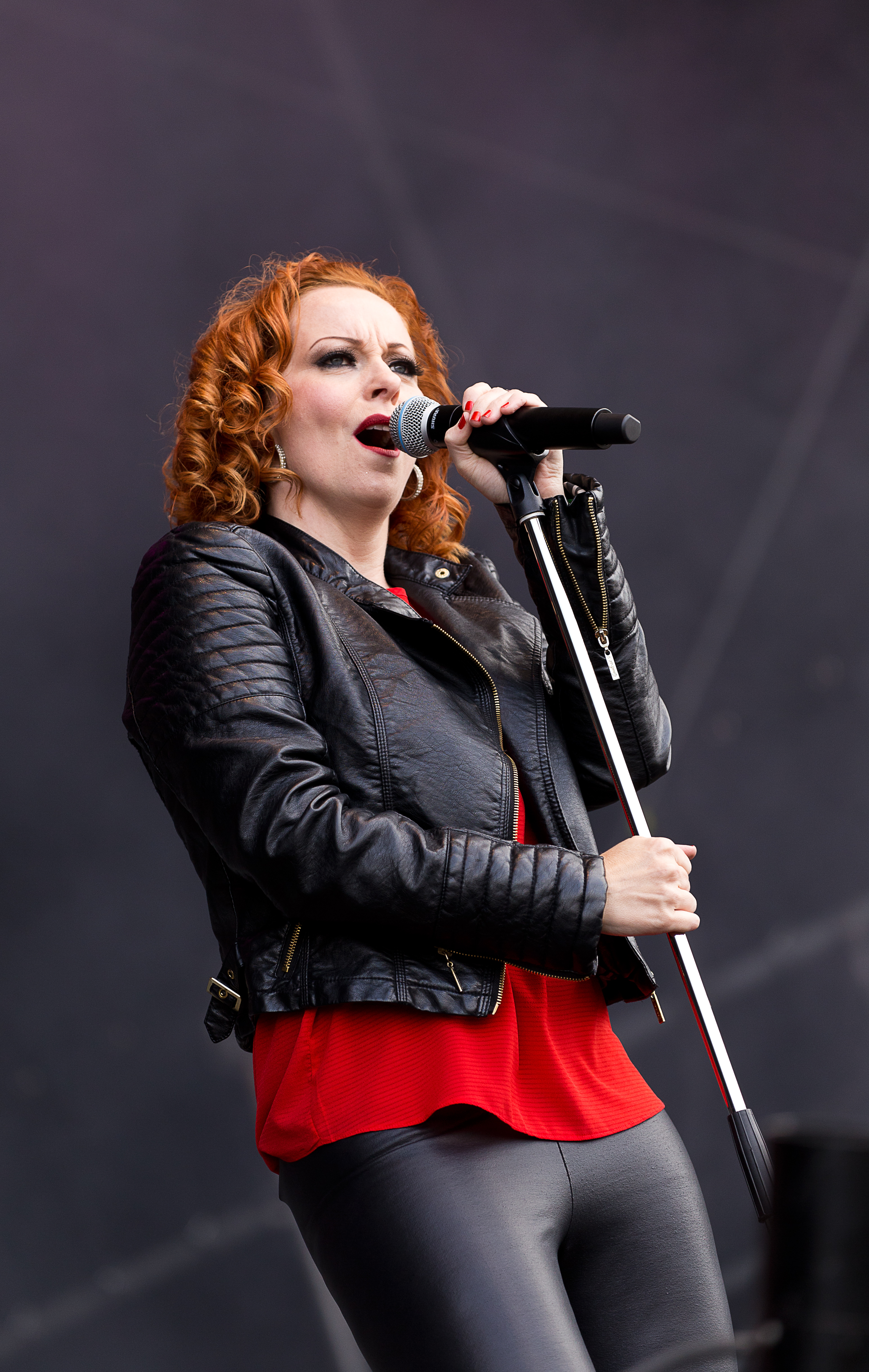
Anneke van Giersbergen (* 1973)

- Giersbergen, Dianne van (* 1985), niederländische Sängerin
- Giersbergen, Zoë van (* 2001), niederländische Handballspielerin
- Giersch, Albrecht (1880–1946), deutscher Schriftsteller
- Giersch, Alexis (* 1963), deutscher Politiker (AfD)
- Giersch, Carlo (* 1937), deutscher Unternehmer und Mäzen
- Giersch, Fritz (1915–1981), deutscher Politiker (CDU), MdA
- Giersch, Hans-Joachim (* 1933), deutscher Fußballspieler
- Giersch, Herbert (1921–2010), deutscher Volkswirt
- Giersch, Karin (* 1939), deutsche Unternehmerin und Mäzenin
- Giersch, Rudolf (1939–2016), deutscher Fußballspieler
- Giersdorf, Kyle (* 2002), Fortnite-Spieler
- Gierse, Johann Matthias (1807–1881), Jurist und Politiker
- Gierse, Marius, deutscher Pokerspieler
- Giersiepen, Elisabeth (1920–1962), deutsche Wirtschaftshistorikerin
- Giersing, Harald (1881–1927), dänischer Maler
- Gierspeck, Joachim-Ernst (* 1929), deutscher Ingenieur und Politiker (LDPD), MdV
- Gierster, Hans (1925–1995), deutscher Dirigent
- Gierster, Josef Leopold († 1863), österreichischer Politiker, Gaudenzdorfer Bürgermeister
- Gierstorfer, Carl (* 1975), deutscher Journalist und Dokumentarfilmer
- Giersz, Adam (* 1947), polnischer Tischtennistrainer und Minister für Sport und Tourismus (seit 2009)
- Gierszał, Jakub (* 1988), polnischer SchauspielerJakub Gierszał (* 1988)

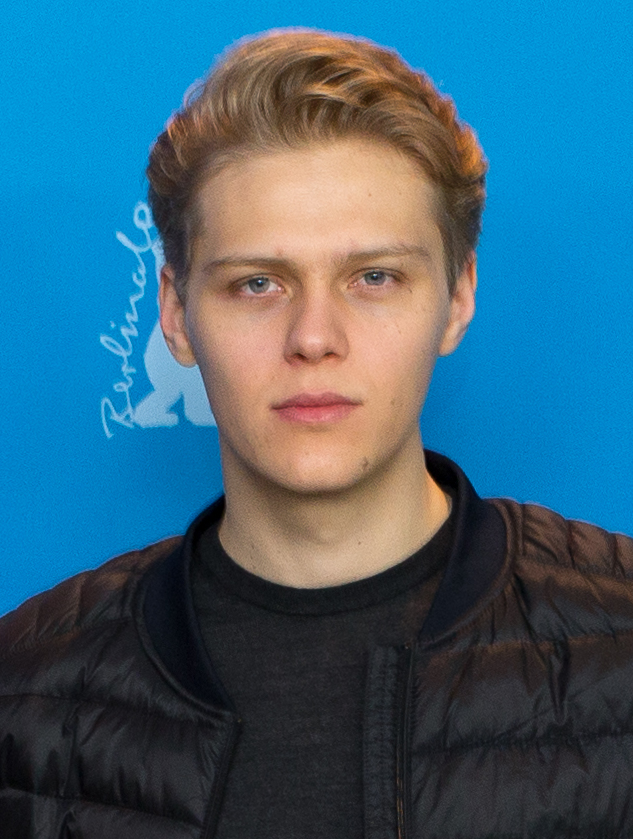
Jakub Gierszał (* 1988)

- Gierszał, Marek (* 1962), polnischer Film-, Theaterschauspieler und Regisseur
- Gierszon, Urszula (* 1956), polnische Lyrikerin, Erzählerin und Bibliothekarin
- Giertsen, Robert (1894–1978), norwegischer Segler
- Giertych, Maciej (* 1936), polnischer Politiker (Liga Polnischer Familien), Mitglied des Sejm, MdEP
- Giertych, Roman (* 1971), polnischer Jurist und Politiker, Mitglied des Sejm
- Giertych, Wojciech (* 1951), polnischer Ordensgeistlicher, Theologe und Hochschullehrer
- Giertz, Alexander (1860–1910), deutscher Pfarrer, Chronist und Regionalhistoriker
- Giertz, Bo (1905–1998), schwedischer lutherischer Bischof und christlicher Schriftsteller
- Giertz, Friedrich (1846–1916), deutscher Uhrmachermeister und Sozialdemokrat
- Giertz, Hubert (1884–1966), Priester und Offizial im Erzbistum Köln
- Giertz, Simone (* 1990), schwedische Erfinderin und YouTuberin
- Gierulanka, Danuta (1909–1995), polnische Mathematikerin, Philosophin und Psychologin
- Gierymski, Aleksander (1850–1901), polnischer Maler
- Gierymski, Maksymilian (1846–1874), polnischer Maler und Zeichner
- Gierżod, Kazimierz (1936–2018), polnischer Pianist und Musikpädagoge

### Gies
- Gies, Barbara (* 1966), deutsche Filmeditorin
- Gies, Emil (1872–1937), deutscher Maler und Zeichner
- Gies, Gerd (* 1943), deutscher Politiker (CDU), MdV, MdL, Ministerpräsident Sachsen-Anhalt (1990–1991)Gerd Gies (* 1943)

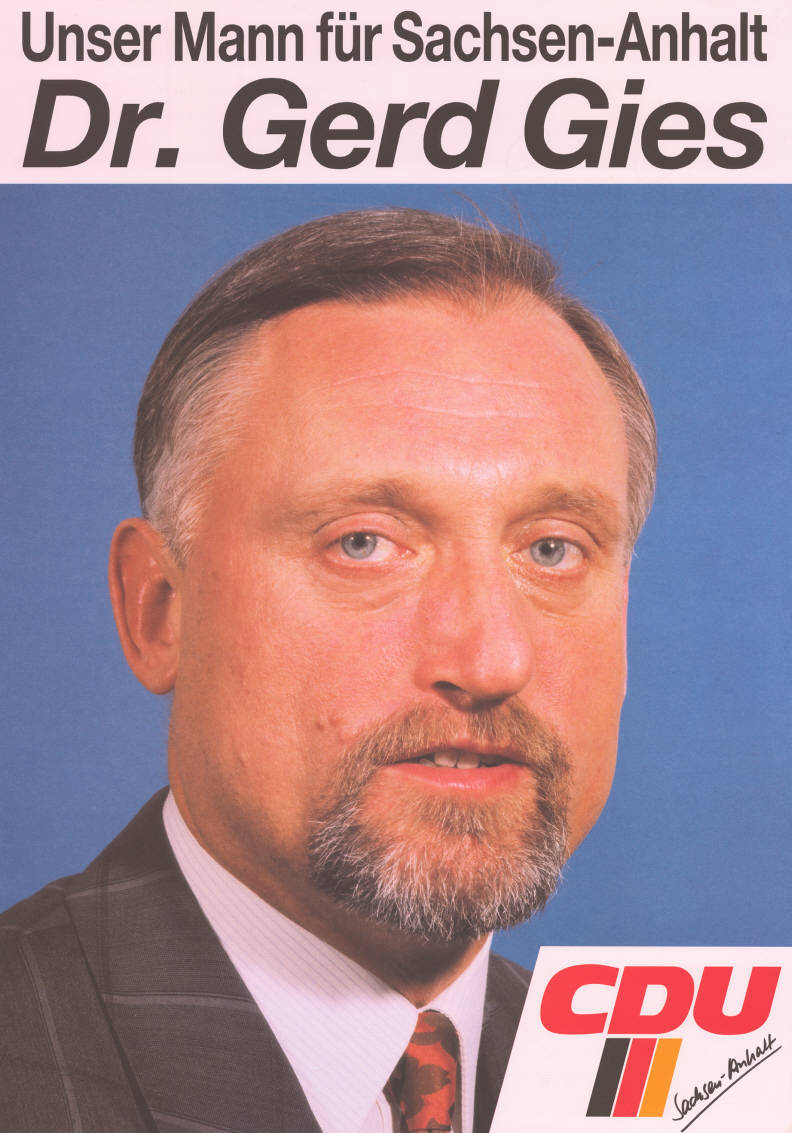
Gerd Gies (* 1943)

- Gies, Hajo (* 1945), deutscher Film- und Fernsehregisseur
- Gies, Hans-Peter (* 1947), deutscher Leichtathlet und Olympiateilnehmer
- Gies, Heinrich (1912–1973), deutscher Schauspieler
- Gies, Holger (* 1972), deutscher Physiker und Hochschullehrer
- Gies, Horst (* 1938), deutscher Historiker
- Gies, Horst (* 1961), deutscher Politiker (CDU), MdL
- Gies, Jan (1905–1993), niederländischer Widerstandskämpfer gegen den Nationalsozialismus
- Gies, Jeroen (* 1995), deutsch-niederländischer Fußballspieler
- Gies, Joseph W. (1860–1935), US-amerikanischer Maler und Kunstpädagoge
- Gies, Kathrin (* 1979), deutsche alttestamentliche Theologin und Hochschullehrerin
- Gies, Kurt (1921–1943), deutscher Tennisspieler
- Gies, Ludwig (1887–1966), deutscher Maler, Bildhauer und Medailleur
- Gies, Martin (* 1951), deutscher Regisseur und Drehbuchautor
- Gies, Miep (1909–2010), niederländische Autorin, Helferin von Anne Frank und ihrer FamilieMiep Gies (1909–2010)

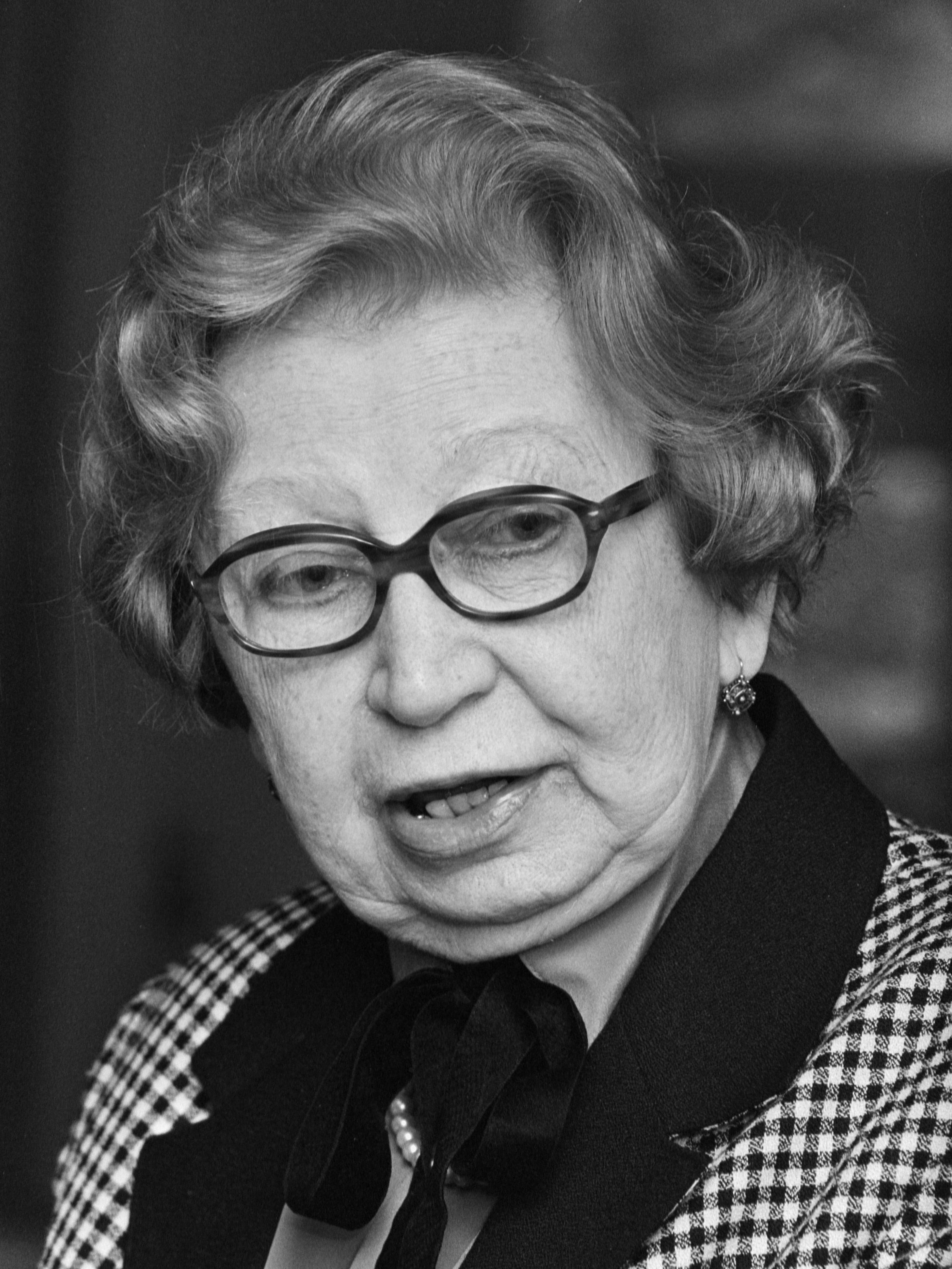
Miep Gies (1909–2010)

- Gies, Oliver (* 1973), deutscher Sänger (Bariton), Songschreiber und Arrangeur
- Gies, Oliver (* 1985), deutscher Volleyballspieler und -trainer
- Gies, Reiner (* 1963), deutscher Boxer
- Gies, Robert (1904–1980), deutscher Politiker (SPD), MdL
- Gies, Theodor (1845–1912), deutscher Chirurg
- Gies, W. (* 1945), deutscher bildender Künstler
- Gies, William John (1872–1956), US-amerikanischer Biochemiker
- Gies, Willy (1890–1931), deutscher Fußballspieler und -funktionär

#### Giesa
- Giesa, Albert (1887–1971), deutscher Kunstmaler
- Giesa, Christoph (* 1980), deutscher Kolumnist und Publizist
- Giesa, Erich (1913–2003), deutscher Schauspieler, Theaterregisseur, Hörspiel- und Synchronsprecher
- Giesa, Nicole (* 1973), deutsche Fotokünstlerin
- Giesa, Susanne, deutsche Pianistin
- Giesa, Werner K. (1954–2008), deutscher Schriftsteller
- Giesau, Hermann (1883–1949), deutscher Kunsthistoriker und Landeskonservator

#### Giesb
- Giesberts, Johannes (1865–1938), deutscher Gewerkschafter und Politiker (Zentrum), MdRJohannes Giesberts (1865–1938)

Johannes Giesberts (1865–1938)

- Giesberts, Ludo (* 1965), belgischer Radrennfahrer
- Giesbrecht, Agnes (* 1953), russlanddeutsche Schriftstellerin
- Giesbrecht, Arno (* 1947), deutscher Pädagoge
- Giesbrecht, Sabine (* 1938), deutsche Musikwissenschaftlerin, Professorin an der Universität Osnabrück

#### Giesc
- Giesche, Alexander (* 1982), deutscher Theaterregisseur und Performance-Künstler
- Giesche, Georg von (1653–1716), schlesischer Kaufmann und Unternehmer
- Gieschen, Heinrich (1843–1896), deutscher Anwalt und Politiker (DFP), MdHB, MdR
- Gieschen, Melanie (* 1971), deutsche Dramatikerin

#### Giesd
- Giesder, Fabian (* 1983), deutscher Politiker (SPD)

#### Giese
- Giese, Adolf (1852–1923), deutscher Jurist und Theologe
- Giese, Adolf (1906–1969), deutscher Politiker (KPD/DBD)
- Giese, Albert (1803–1834), deutscher Linguist
- Giese, Albert (1851–1944), deutscher Architekt
- Giese, Albrecht (1524–1580), Danziger Ratsherr und Diplomat
- Giese, Alexander (1921–2016), österreichischer Schriftsteller, Freimaurer
- Giese, Augustus (1620–1697), deutscher Jurist und Schriftsteller
- Giese, Benjamin (1705–1755), deutscher Bildhauer
- Giese, Bernd (* 1940), deutscher Chemiker
- Giese, Bernhard Martin (1816–1873), deutscher evangelischer Pfarrer und Dichter
- Giese, Clemens (1879–1961), deutscher Veterinärmediziner und Pionier des deutschen Tierschutzes
- Giese, Constanze (* 1966), deutsche katholische Moraltheologin, Pflegewissenschaftlerin und Hochschullehrerin
- Giese, Cornelia (1959–2000), deutsche Jazzsängerin und Komponistin
- Giese, Daniel, deutscher rechtsextremer Sänger
- Giese, Daniel (* 1985), deutscher Bahnradsportler
- Giese, Eberhard Wolfgang (1884–1968), Kommunalpolitiker und Kulturbundvorsitzender in Görlitz
- Giese, Eduard (1848–1916), deutscher Jurist und Politiker, MdR
- Giese, Else (1884–1950), deutsche Lehrerin und Politikerin (Zentrum), MdL
- Giese, Erich (* 1876), deutscher Verkehrswissenschaftler und Hochschullehrer
- Giese, Erich (1887–1917), deutscher Marineoffizier
- Giese, Ernst (1832–1903), deutscher Architekt und Hochschullehrer
- Giese, Ernst (1865–1956), deutscher Gerichtsmediziner und Hochschullehrer
- Giese, Ernst (1908–1992), Schweizer Maler, Zeichner, Grafiker und Lithograf
- Giese, Ernst (1911–1995), deutscher Chemietechniker und Papiertechnologe
- Giese, Ernst (* 1938), deutscher Geograph
- Giese, Ernst Heinrich (1853–1944), deutscher Architekt
- Giese, Ferdinand (1781–1821), deutscher Pharmakologe, Hochschullehrer sowie Rektor der Universität Dorpat (1816–1818)
- Giese, Friedrich (1625–1693), deutscher Beamter in dänischen Diensten
- Giese, Friedrich (1870–1944), deutscher Orientalist (Turkologe)
- Giese, Friedrich (1882–1970), deutscher Musiklehrer und Musikforscher
- Giese, Friedrich (1882–1958), deutscher Staatsrechtler
- Giese, Fritz (1890–1935), deutscher Psychologe und Hochschullehrer
- Giese, Georg (1497–1562), deutscher Kaufmann, Schöffe, Ratmann und Burggraf
- Giese, Georg Melchior, kursächsischer Amtsverweser
- Giese, Gerhardt (1901–1969), deutscher Pädagoge und evangelischer Kirchenpolitiker
- Giese, Godehard (* 1972), deutscher SchauspielerGodehard Giese (* 1972)

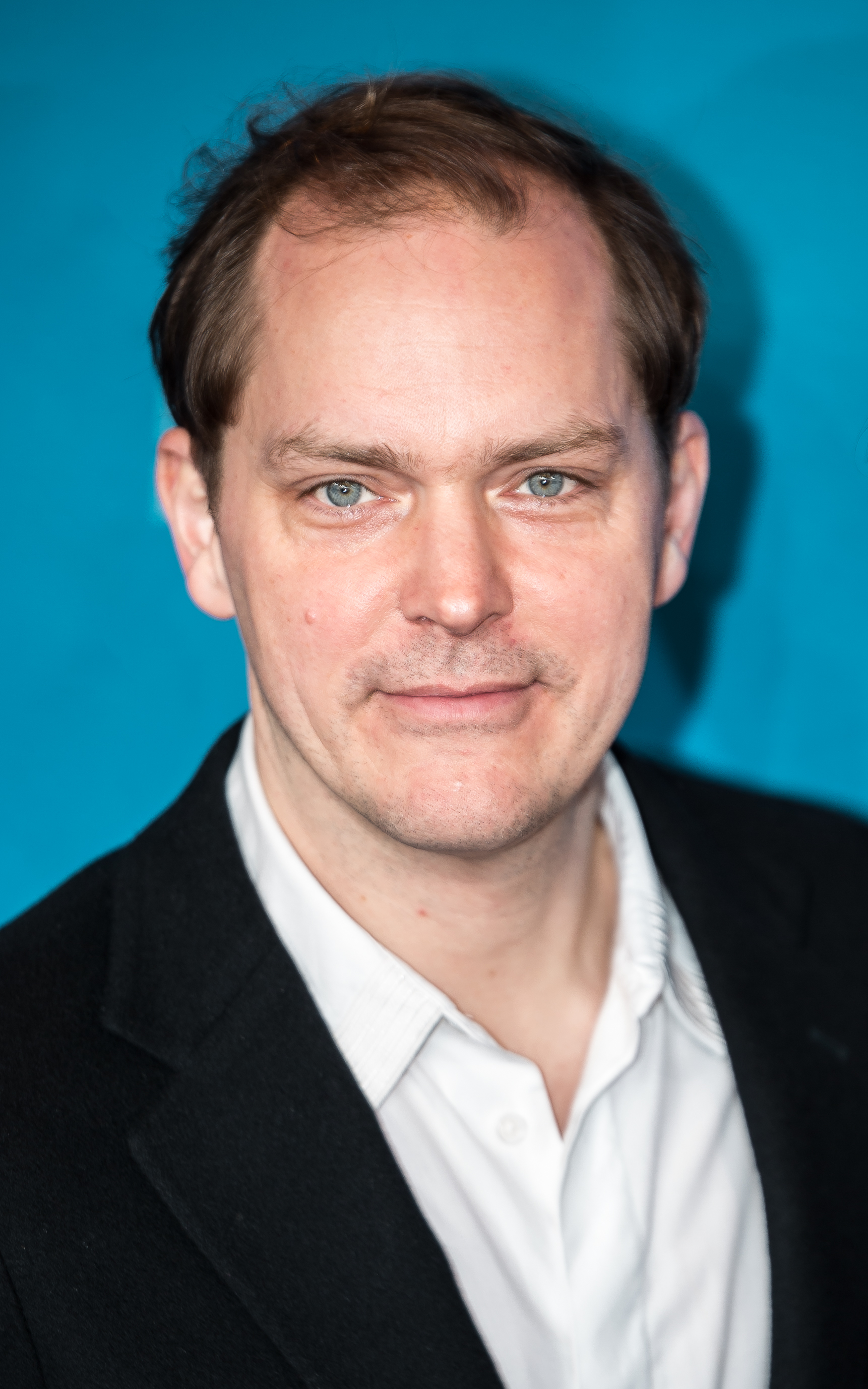
Godehard Giese (* 1972)

- Giese, Gottlieb (1787–1838), deutscher Maler, Architekt und Zeichenlehrer
- Giese, Hans (1920–1970), deutscher Mediziner und Sexualforscher
- Giese, Harry (1903–1991), deutscher Schauspieler und Sprecher von Wochenschauen in der NS-Zeit
- Giese, Heinrich (1863–1937), Hofrat in Wien und Beichtvater Kaiser Franz Joseph I.
- Giese, Heinz (1919–2010), deutscher Schauspieler
- Giese, Herbert (* 1950), österreichischer Kunsthistoriker, Autor und GerichtsgutachterHerbert Giese (* 1950)

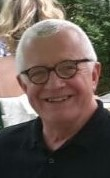
Herbert Giese (* 1950)

- Giese, Hermann von (1827–1886), preußischer Generalmajor
- Giese, Horst (1926–2008), deutscher Schauspieler und Hörspielmacher
- Giese, Horst (1931–1987), deutscher Industrie-Designer in der DDR
- Giese, Imi (1942–1974), deutscher Maler und Bildhauer
- Giese, Jeanna (* 1989), US-amerikanische Überlebende einer Tollwut-Infektion mit anschließendem symptomatischen Ausbruch der Erkrankung
- Giese, Joachim Ulrich (1719–1780), schwedisch-pommerscher Kammerrat, Münzdirektor und Begründer der Stralsunder Fayencemanufaktur, Besitzer der Insel Hiddensee
- Giese, Johann von (1785–1855), preußischer Generalmajor
- Giese, Joseph van der (1803–1850), deutscher Mundartdichter
- Giese, Jost (* 1953), deutscher Maler und Grafiker
- Giese, Karl (1898–1938), deutscher Archivar und Museumskurator
- Giese, Karl-Hans (1904–1980), deutscher Offizier, Generalmajor (Heer der Wehrmacht), Direktor der Nordamerikavertretung von Daimler-Benz
- Giese, Kurt (1905–1979), deutscher Jurist
- Giese, Kurt (1936–2008), deutscher Jazzmusiker (Schlagzeug), Musikproduzent und Hörfunkmoderator
- Giese, Leopold (1885–1968), deutscher Kunsthistoriker
- Giese, Linus (* 1986), deutscher Buchhändler, Autor, Buchblogger und Aktivist
- Giese, Madeleine (* 1960), deutsche Schauspielerin, Hörspiel-, Bühnen- und Romanautorin
- Giese, Marie († 1914), deutsche Schriftstellerin
- Giese, Martin (1937–2017), deutscher Radrennfahrer (DDR)
- Giese, Martina (* 1969), deutsche Historikerin
- Giese, Max (1879–1935), deutscher Bauunternehmer und Erfinder
- Giese, Max (1923–1983), deutscher Schauspieler bei Bühne und Fernsehen
- Giese, Max Eduard (1867–1916), deutscher Landschafts- und Vedutenmaler der Düsseldorfer Schule
- Giese, Otto (1855–1904), deutscher Politiker
- Giese, Paul (1875–1947), deutscher Politiker (DNVP), MdR
- Giese, Paul (* 1997), deutscher Basketballspieler
- Giese, Peter (1931–2005), deutscher Geophysiker
- Giese, Reiner (* 1944), deutscher Politiker (SPD)
- Giese, Richard (1876–1978), deutscher Jurist in der Finanzverwaltung
- Giese, Richard (1890–1965), deutscher Schriftsteller und Heimatdichter
- Giese, Richard-Heinrich (1931–1988), deutscher Astrophysiker und Autor
- Giese, Thomas (1488–1526), römisch-katholischer Geistlicher
- Giese, Tiedemann (1480–1550), deutscher Geistlicher, Fürstbischof von Ermland
- Giese, Tita (* 1942), deutsche Künstlerin
- Giese, Torben (* 1978), deutscher Historiker, Kurator und Museumsdirektor
- Giese, Werner (1923–2003), deutscher Polizist und Landespolizeidirektor in Hamburg
- Giese, Werner (1936–2023), deutscher Veterinärmediziner und ehemaliger Professor an der Tierärztlichen Hochschule Hannover
- Giese, Wilhelm (1816–1889), deutscher Rechtsanwalt und Bürgermeister in Rostock
- Giese, Wilhelm (1847–1909), deutscher Physiker und Polarforscher
- Giese, Wilhelm (1872–1945), deutscher Politiker (DDP)
- Giese, Wilhelm (1883–1945), deutscher Maler, Zeichner und Radierer
- Giese, Wilhelm (1895–1990), deutscher Romanist und Hispanist
- Giese, Willy (1902–1973), deutscher Pathologe und Hochschullehrer
- Giese, Wolfgang (* 1939), deutscher Historiker
- Giesebert, Heinrich (* 1604), deutscher Jurist
- Giesebrecht, Adolf (1790–1855), deutscher Pädagoge und preußischer Provinzialschulrat
- Giesebrecht, Benjamin (1741–1826), deutscher evangelischer Theologe und Pastor in Mirow
- Giesebrecht, Felix Leonhard (1828–1901), deutscher Jurist und Kommunalbeamter
- Giesebrecht, Friedrich (1792–1875), deutscher evangelischer Theologe
- Giesebrecht, Friedrich (1852–1910), deutscher Theologe
- Giesebrecht, Karl (1782–1832), deutscher Dichter und Professor
- Giesebrecht, Ludwig (1792–1873), deutscher Dichter und Historiker
- Giesebrecht, Wilhelm von (1814–1889), deutscher HistorikerWilhelm von Giesebrecht (1814–1889)

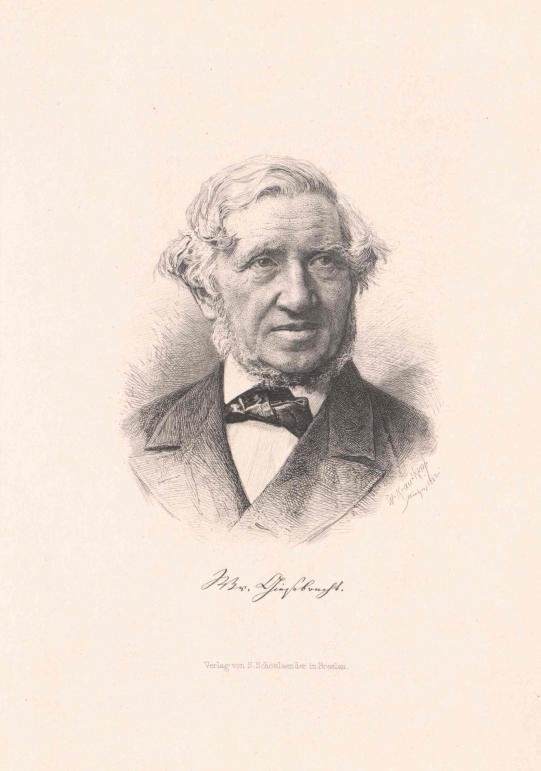
Wilhelm von Giesebrecht (1814–1889)

- Gieseck, Björn (* 1975), deutscher Basketballspieler
- Gieseck, Robin (* 1977), deutscher Basketballspieler
- Giesecke, Carl (1812–1888), deutscher Orgelbauer
- Giesecke, Carl (1854–1938), deutscher Ingenieur und Unternehmer
- Giesecke, Carl Ludwig (1761–1833), deutscher Tänzer, Schauspieler, Dramatiker, Jurist und Mineraloge
- Giesecke, Christian Alfred (1868–1945), deutscher Verleger
- Giesecke, Fritz (1896–1958), deutscher Agrikulturchemiker und Bodenkundler
- Giesecke, Georg Friedrich (1853–1930), deutscher Schriftgießer und Druckmaschinenfabrikant
- Giesecke, Gustav (1887–1958), deutscher Politiker (SRP), Landtagsabgeordneter in Niedersachsen
- Giesecke, Hans (1932–2013), deutscher Tischtennisfunktionär
- Giesecke, Heinrich (1872–1957), deutscher Postbeamter im höheren technischen Dienst sowie Funk- und Radiopionier
- Giesecke, Hermann (1831–1900), deutscher Unternehmer
- Giesecke, Hermann (1932–2021), deutscher Erziehungswissenschaftler
- Giesecke, Ida (1866–1942), deutsche Malerin
- Giesecke, Johannes (* 1973), deutscher Sozialwissenschaftler
- Giesecke, Julius (1833–1881), deutscher Landwirt und Unternehmer
- Giesecke, Jürgen (1932–2024), deutscher Wasserbauingenieur und Universitätsrektor
- Giesecke, Max (* 1866), deutscher Marinemaler
- Giesecke, Michael (* 1949), deutscher Kommunikations- und Medientheoretiker
- Giesecke, Oliver (* 1988), deutscher Straßenradrennfahrer
- Giesecke, Wilhelm (1854–1917), deutscher Bildhauer und Maler
- Giesecken, Adolf (1800–1891), deutscher Landrat
- Giesecken, Carl (1828–1891), deutscher Jurist und Landrat
- Gieseke, Heinrich (1852–1920), deutscher Maurermeister
- Gieseke, Heinrich (1877–1961), deutscher Architekt
- Gieseke, Jens (* 1964), deutscher Historiker
- Gieseke, Jens (* 1971), deutscher Politiker (CDU), MdEP
- Gieseke, Lena (* 1965), deutsche Informatikerin und Hochschullehrerin
- Gieseke, Ludwig (* 1925), deutscher Verwaltungsjurist
- Gieseke, Paul (1888–1967), deutscher Jurist, Hochschullehrer und Politiker (DVP), MdL
- Gieseke, Wiltrud (* 1947), deutsche Erziehungswissenschaftlerin und Sachbuchautorin
- Gieseke, Wolfram (* 1971), deutscher Autor, Sachbuchautor zu IT-Themen
- Gieseker, David (* 1943), US-amerikanischer Mathematiker
- Gieseking, Bernd (* 1958), deutscher Kabarettist und KinderbuchautorBernd Gieseking (* 1958)

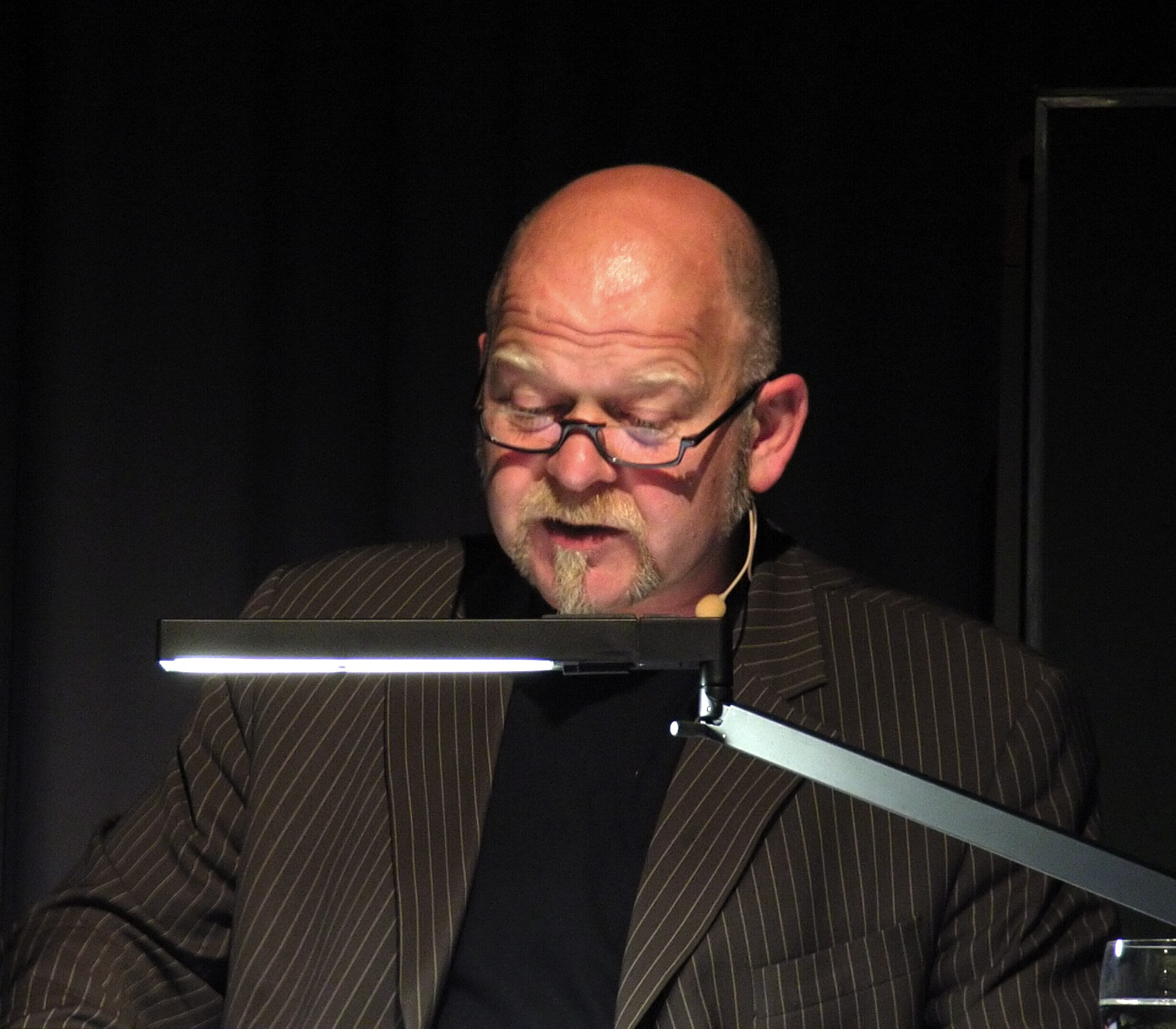
Bernd Gieseking (* 1958)

- Gieseking, Dieter, deutscher Aktivist in der Pädophilenbewegung
- Gieseking, Erwin (1911–1994), deutscher Politiker (BdD, DDU), MdL
- Gieseking, Hugo (1887–1915), deutscher Mathematiker
- Gieseking, Julia (* 1974), deutsche Landrätin
- Gieseking, Walter (1895–1956), deutscher PianistWalter Gieseking (1895–1956)

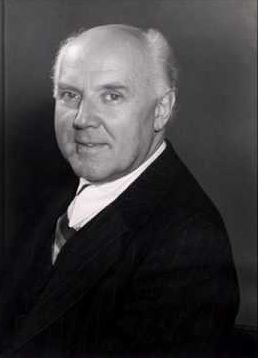
Walter Gieseking (1895–1956)

- Giesekus, Ulrich (* 1957), deutscher Psychologe und Professor für Psychologie und Counseling
- Giesel, Friedrich (1852–1927), deutscher Chemiker und Pionier der Radioaktivitätsforschung
- Giesel, Harald B. (1939–2012), deutscher Manager und Ökonom
- Giesel, Innozenz († 1683), Historiker, Archimandrit des Kiewer Höhlenklosters sowie Professor und Rektor der Kiewer Mohyla-Akademie
- Giesel, Joachim (* 1940), deutscher Fotograf
- Giesel, Johann August (1751–1822), deutscher Architekt und Hofbaumeister
- Giesel, Johann Ludwig (1747–1814), deutscher Maler
- Giesel, Kristina (* 1977), deutsche Physikerin
- Giesel, Martin (* 1962), deutscher Fußballspieler
- Giesel, Peter (* 1968), deutscher Journalist, Moderator und TV-Produzent
- Giesel, Rainer (1942–2021), deutscher Politiker (CDU)
- Gieselbusch, Gustav (1872–1922), deutscher Baptistenpastor, Direktor des Predigerseminars der deutschen Baptisten (1914–1922)
- Gieseler, Albert (* 1946), deutscher Diplomingenieur und Industriearchäologe
- Gieseler, Corinna (* 1962), deutsche Kinderbuchautorin und Lektorin
- Gieseler, Dieter (1941–2008), deutscher Radsportler, Olympiazweiter im Radsport
- Gieseler, Eberhard (1909–1977), deutscher Schauspieler, Regisseur und Intendant
- Gieseler, Edi (1936–2003), deutscher Radrennfahrer
- Gieseler, Friedrich Eberhard (1839–1921), deutscher Physiker und Maschinenbauingenieur
- Gieseler, Hannes (* 1984), deutscher Politiker (SPD) und Jurist
- Gieseler, Hermann (1889–1948), deutscher Gewerkschaftsfunktionär
- Gieseler, Horst (* 1942), deutscher Hürdenläufer
- Gieseler, Johann Karl Ludwig (1792–1854), lutherischer Theologie, Kirchenhistoriker
- Gieseler, Karlheinz (1925–2010), deutscher Sportfunktionär; Generalsekretär des Deutschen Sportbundes
- Gieseler, Lorenz († 1684), deutscher Arzt
- Gieseler, Manfred (* 1933), deutscher Radrennfahrer
- Gieseler, Rolf (* 1938), deutscher Fußballspieler
- Gieseler, Rudolf (1873–1931), deutscher Politiker (DVFP, DVFB, DNVP), MdL
- Gieseler, Volkmar (1907–2008), deutscher Jurist und Landrat
- Gieseler, Walter (1919–1999), deutscher Musikpädagoge, Musikwissenschaftler und Komponist
- Gieseler, Wilhelm (1900–1976), deutscher Mediziner, Rassenbiologe, Hochschullehrer und SS-Führer
- Gieselmann, David (* 1972), deutscher Dramatiker und Blogger
- Gieselmann, Dirk (* 1978), deutscher Journalist, Kolumnist und AutorDirk Gieselmann (* 1978)

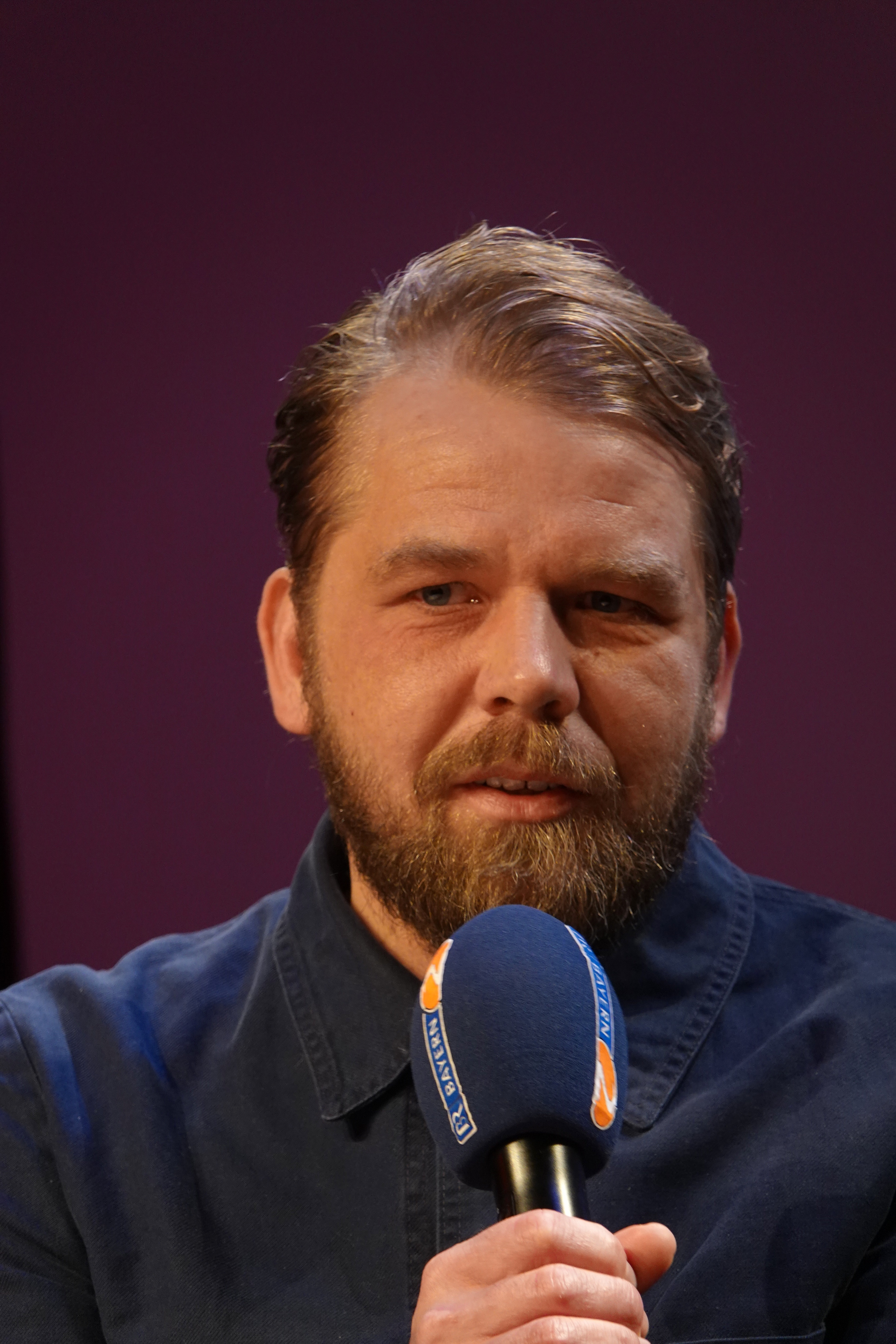
Dirk Gieselmann (* 1978)

- Gieselmann, Reinhard (1925–2013), deutscher Architekt
- Giesemann, Gerhard (1937–2021), deutscher Slawist und Hochschullehrer
- Giesemann, Marta (1897–1974), deutsche Politikerin (SPD), MdL
- Giesemann, Willi (1937–2024), deutscher Fußballspieler
- Giesen, Adolf (1902–1945), deutscher Schriftsteller
- Giesen, Adolf (* 1946), deutscher Physiker
- Giesen, Bernhard (1948–2020), deutscher Soziologe und Wissenschaftstheoretiker
- Giesen, Dieter (1936–1997), deutscher Rechtswissenschaftler
- Giesen, Heinrich (1910–1972), deutscher evangelischer Geistlicher
- Giesen, Heinz (1940–2016), deutscher Ordenspriester und römisch-katholischer Theologe
- Giesen, Hubert (1898–1980), deutscher Pianist
- Giesen, Johann (1898–1966), deutscher Politiker (CDU), MdL
- Giesen, Josef (1900–1979), deutscher Künstler und Kunsthistoriker
- Giesen, Josef (* 1958), deutscher Behindertensportler
- Giesen, Karl (1871–1922), deutscher Sänger der Stimmlage Bass
- Giesen, Lutz (* 1974), deutscher Neonazi-Kader und Aktivist der Freien Kameradschaftsszene, tritt bundesweit als Anmelder und Redner bei rechtsextremen Kundgebungen auf
- Giesen, Malte (* 1988), deutscher Komponist
- Giesen, Matthias (* 1973), deutscher Dirigent und Chorleiter
- Giesen, Peter (1921–2018), deutscher Politiker (CDU), MdL
- Giesen, Richard (* 1933), deutscher Jurist, Verwaltungsbeamter und Diplomat
- Giesen, Richard (* 1964), deutscher Jurist und Hochschullehrer
- Giesen, Rolf (* 1953), deutscher Filmwissenschaftler
- Giesen, Sebastian (* 1970), deutscher Kunst- und Bauhistoriker, Museumsleiter, Autor und Herausgeber
- Giesen, Thomas (* 1946), sächsischer Datenschutzbeauftragter
- Giesen, Traugott (* 1940), deutscher evangelischer Theologe und christlicher Autor
- Giesenberg, Edgar (1851–1892), deutscher Architekt
- Giesenfeld, Günter (* 1938), deutscher Film- und Medienwissenschaftler, Filmregisseur und Hochschullehrer
- Giesenhagen, Karl (1860–1928), deutscher Botaniker und Hochschullehrer
- Gieser, Kurt (1909–1973), deutscher Offizier, zuletzt Brigadegeneral der Bundeswehr
- Giesewell, Burchard (1785–1856), deutscher Maler und Zeichenlehrer

#### Giesi
- Giesing, Dieter (* 1934), deutscher Theaterregisseur
- Giesing, Erwin (1907–1977), deutscher Mediziner und Begleitarzt Hitlers
- Giesing, Georg (1942–2006), deutscher Sozialpädagoge und Schriftsteller
- Giesinger, Ilse (* 1947), österreichische Bundesrätin (ÖVP), Mitglied des Bundesrates
- Giesinger, Max (* 1988), deutscher Sänger, Songwriter und MusikproduzentMax Giesinger (* 1988)

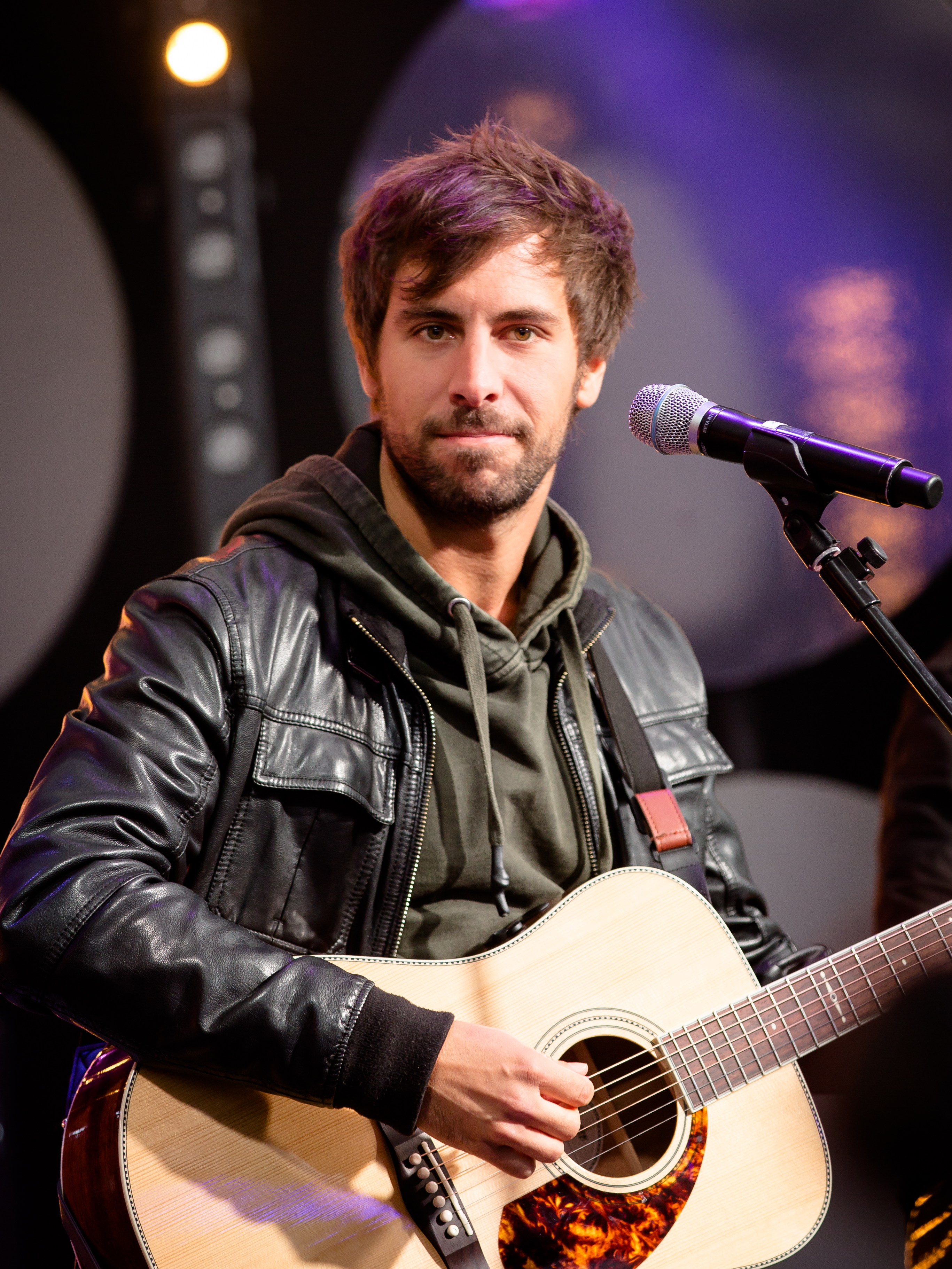
Max Giesinger (* 1988)

- Giesinger, Stefanie (* 1996), deutsches Model

#### Giesk
- Gieske, Friedhelm (1928–2021), deutscher Manager in der Energiewirtschaft
- Giesker, Heinrich (1808–1858), deutscher und später schweizerischer Chirurg, Geburtshelfer und Hochschullehrer
- Giesker, Walter (1901–1976), deutscher Politiker (CDU) und Abgeordneter des Niedersächsischen Landtages

#### Giesl
- Giesl von Gieslingen, Arthur (1857–1935), österreichischer Feldmarschalleutnant
- Giesl von Gieslingen, Heinrich (1821–1905), österreichischer General
- Giesl von Gieslingen, Wladimir (1860–1936), österreichischer Diplomat und General
- Giesl-Gieslingen, Adolph (1903–1992), österreichischer Lokomotivkonstrukteur und Techniker
- Giesler, Antonia Pepita, deutsche Kamerafrau
- Giesler, Carl Friedrich (1781–1850), deutscher Landrat und Polizeidirektor, Mitglied der kurhessischen Ständeversammlung
- Giesler, Christian (* 1970), deutscher Bassist u. a. der Thrash-Metal-Bands Kreator und Bonded
- Giesler, Friedrich (1793–1870), deutscher Kaufmann
- Giesler, Gerd (* 1940), deutscher Verleger, Herausgeber von Werken Carl Schmitts
- Giesler, Hermann (1898–1987), deutscher Architekt und Politiker (NSDAP), MdR
- Giesler, Johann Konrad († 1712), deutscher barocker Baumeister und Architekt
- Giesler, Karl Friedrich, deutscher Landrat
- Giesler, Markus (* 1976), deutscher Konsumforscher und Hochschullehrer
- Giesler, Paul (1895–1945), deutscher Politiker (NSDAP), MdR, Bayerischer Ministerpräsident (1942–1945)Paul Giesler (1895–1945)

Paul Giesler (1895–1945)

#### Giesr
- Giesrau, Theodor (1829–1898), österreichischer Theaterschauspieler, Theaterdirektor
- Giesriegl, Annette (* 1966), österreichische Sängerin
- Giesriegl, Dominik (* 1986), österreichischer Komponist

#### Giess
- Gieß, Detlef (* 1951), deutscher Schauspieler und Synchronsprecher
- Giess, Hermann (1875–1963), deutscher Beamter, Ministerialdirektor im Reichspostministerium
- Giess, Jules Alfred (1901–1973), französischer Maler
- Gießauf, Ferdinand (1913–1985), österreichischer Geistlicher, Abt von Zwettl und Abtpräses der Österreichischen Zisterzienserkongregation
- Gießauf, Johannes (* 1968), österreichischer Mediävist
- Gieße, Friedrich (1760–1842), evangelischer Theologe, Generalsuperintendent und Mitglied der Landstände des Herzogtums Nassau
- Gieße, Johann Friedrich, kursächsischer Amtsverweser
- Gieße, Johannes (1814–1881), deutscher Bürgermeister und Abgeordneter der Kurhessischen Ständeversammlung
- Gieße, Wilhelm (1790–1839), deutscher evangelischer Theologe und Mitglied der Deputiertenkammer der Landstände des Herzogtums Nassau
- Gießelmann, Helga (* 1949), deutsche Politikerin (SPD), MdL
- Gießelmann, Hermann (1838–1923), Landtagsabgeordneter Waldeck
- Gießelmann, Niko (* 1991), deutscher FußballspielerNiko Gießelmann (* 1991)

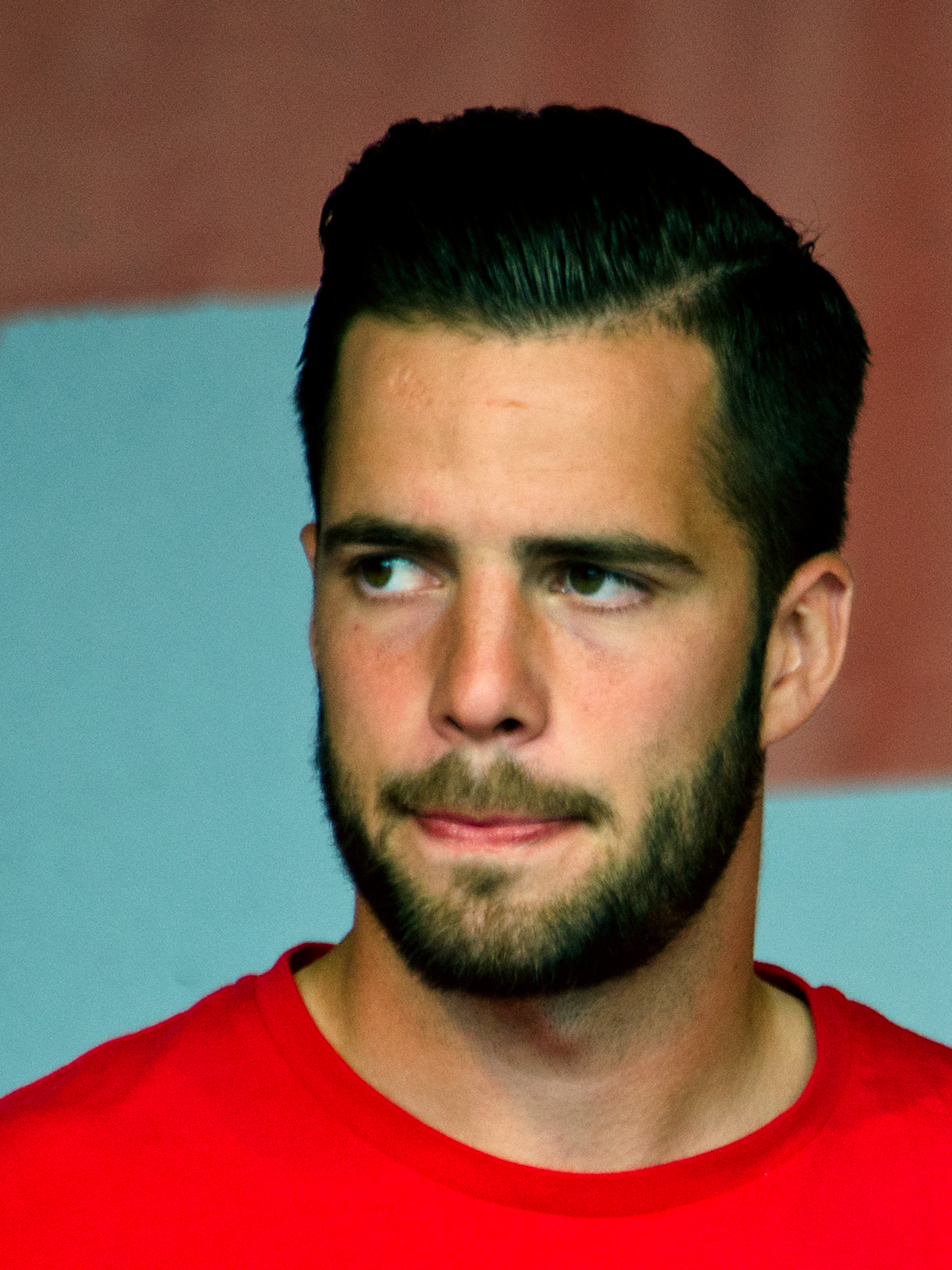
Niko Gießelmann (* 1991)

- Gießelmann, Theo (1925–1991), deutscher Verwaltungsjurist und Kommunalpolitiker
- Giesselmann, Werner (* 1939), deutscher Historiker
- Giessen, Bill Cormann (1932–2010), US-amerikanischer Physiker
- Giessen, Hans (* 1962), deutscher Journalist und Hochschullehrer
- Giessen, Harald (* 1966), deutscher Physiker
- Giessen, Josef (1858–1944), deutscher Politiker in der Rheinpfälz
- Giessen, René (* 1944), deutscher Mundharmonikaspieler, Komponist und Dirigent
- Gießen-Maler, korinthischer Vasenmaler
- Gießenbier, Franz (1571–1649), deutscher Jurist
- Giessenbier, Henry, Jr. (1892–1935), amerikanischer Bankier
- Gießer, Andreas (* 1992), deutscher Schauspieler und Hörspielsprecher
- Giesser, Karl (1928–2010), österreichischer Fußballspieler
- Gießer, Roland (* 1971), deutscher Fotograf, Filmemacher und -produzent mit Schwerpunkt Werbefilm
- Gießibl, Franz Josef (* 1962), deutscher PhysikerFranz Josef Gießibl (* 1962)

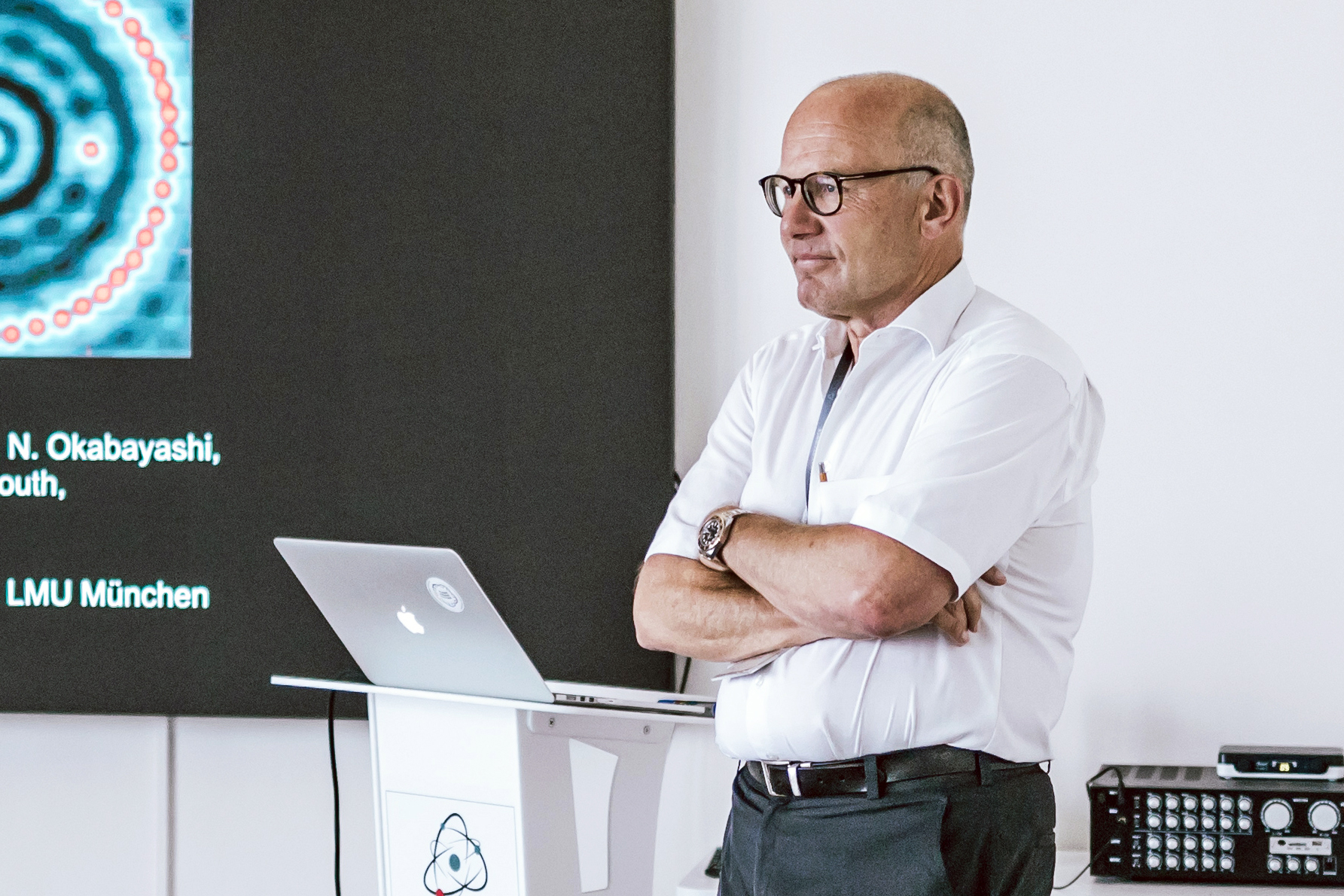
Franz Josef Gießibl (* 1962)

- Gießing, Jürgen (* 1967), deutscher Sport- und Erziehungswissenschaftler
- Giessing, Thomas (* 1961), deutscher Leichtathlet, Olympiateilnehmer
- Gießl, Leonhard Matthäus (1707–1785), kurbayerischer Hofbaumeister
- Gießler, Christa (* 1954), deutsche Schriftstellerin
- Gießler, Erwin (1926–2003), deutscher Fußballspieler
- Gießler, Franz Joseph (1854–1923), deutscher Jurist und Politiker
- Gießler, Helmuth (1899–1981), deutscher Marineoffizier und Autor
- Giessler, Hermann (1848–1907), deutscher Chemiker
- Gießler, Hugo (* 1997), deutscher Schauspieler
- Gießler, Jennifer (* 1993), deutsche Politikerin (CDU)
- Gießler, Rupert (1896–1980), deutscher Journalist, Publizist und NS-Opfer
- Gießler, Walter (1939–2012), deutscher Ingenieur
- Gießler, Werner (* 1925), deutscher Fußballspieler
- Gießler, Wolfgang (1945–2021), deutscher Bildender Künstler und Fotograf
- Gießmann, Ernst-Joachim (1919–2004), deutscher Physiker und Professor, Minister für Hoch- und Fachschulwesen der DDR
- Giessmann, Fabian (* 2005), deutscher Basketballspieler
- Gießmann, Hans-Günter (1922–2014), deutscher Augenarzt
- Gießmann, Hans-Joachim (* 1955), deutscher Politikwissenschaftler
- Gießmann, Konrad (* 1951), deutscher Politiker (CDU)
- Gießner, Erich (1909–1995), deutscher Politiker (SPD)
- Giessner, Friedrich (1898–1976), deutscher kommunistischer Politiker und Widerstandskämpfer
- Gießner, Joachim (1913–2003), deutscher Eisenbahner, Esperantist
- Gießner, Peter (1941–2003), deutscher Fußballspieler und Fußball-Funktionär
- Gießübel, Martina (* 1970), deutsche Politikerin (CSU), MdL Bayern
- Gießwein, Max (1864–1937), deutscher Sänger der Stimmlage Tenor

#### Giest
- Giesting, Christopher (* 1992), US-amerikanischer Sprinter

#### Giesy
- Giesy, John (* 1948), kanadisch-amerikanischer Ökotoxikologe und Umweltchemiker

### Giet
- Giet, Thierry (* 1958), belgischer Abgeordneter und PS-Parteipräsident
- Gieth, Karl (1904–2001), deutscher Maler, Grafiker und Keramiker
- Gieth, Oliver (* 1965), deutscher Filmeditor und Filmregisseur
- Gietinger, Klaus (* 1955), deutscher Drehbuchautor, FilmregisseurKlaus Gietinger (* 1955)

Klaus Gietinger (* 1955)

- Gietl, Anton (1908–1991), deutscher Gewichtheber
- Gietl, Christa (* 1977), italienische Naturbahnrodlerin
- Gietl, Franz Xaver von (1803–1888), deutscher Arzt
- Gietl, Heinrich Maria (1851–1918), deutscher Priester und Kirchenrechtler
- Gietl, Irmgard (1929–2023), deutsche Aktivistin
- Gietl, Josua von (1847–1922), deutscher Landschafts- und Genremaler
- Gietl, Max von (1843–1920), deutscher Jurist
- Gietl, Renate (* 1982), italienische Naturbahnrodlerin
- Gietler, Johann (1905–1974), österreichisch-deutscher Polizeibeamter
- Gietmann, Gerhard (1845–1912), deutscher Jesuit und Lehrer
- Gietner, Aleksandra (* 1985), polnische Schauspielerin
- Gietz, Heinz (1924–1989), deutscher Komponist, Musikproduzent, Arrangeur und Liedtexter
- Gietzelt, Fritz (1903–1968), deutscher Arzt und Radiologe

### Giev
- Gieve, John (* 1950), britischer Beamter

### Giey
- Gieysztor, Aleksander (1916–1999), polnischer Mittelalterhistoriker

### Giez
- Giezendanner, Babeli (1831–1905), Schweizer Malerin
- Giezendanner, Benjamin (* 1982), Schweizer Unternehmer und Politiker (SVP)
- Giezendanner, Blaise (* 1991), französischer Skirennläufer
- Giezendanner, Johann Ulrich (1686–1738), Schweizer Goldschmied und Pietist
- Giezendanner, Stefan (* 1978), Schweizer Unternehmer und Politiker (SVP)
- Giezendanner, Ulrich (* 1953), Schweizer Transportunternehmer und Politiker (SVP)Ulrich Giezendanner (* 1953)

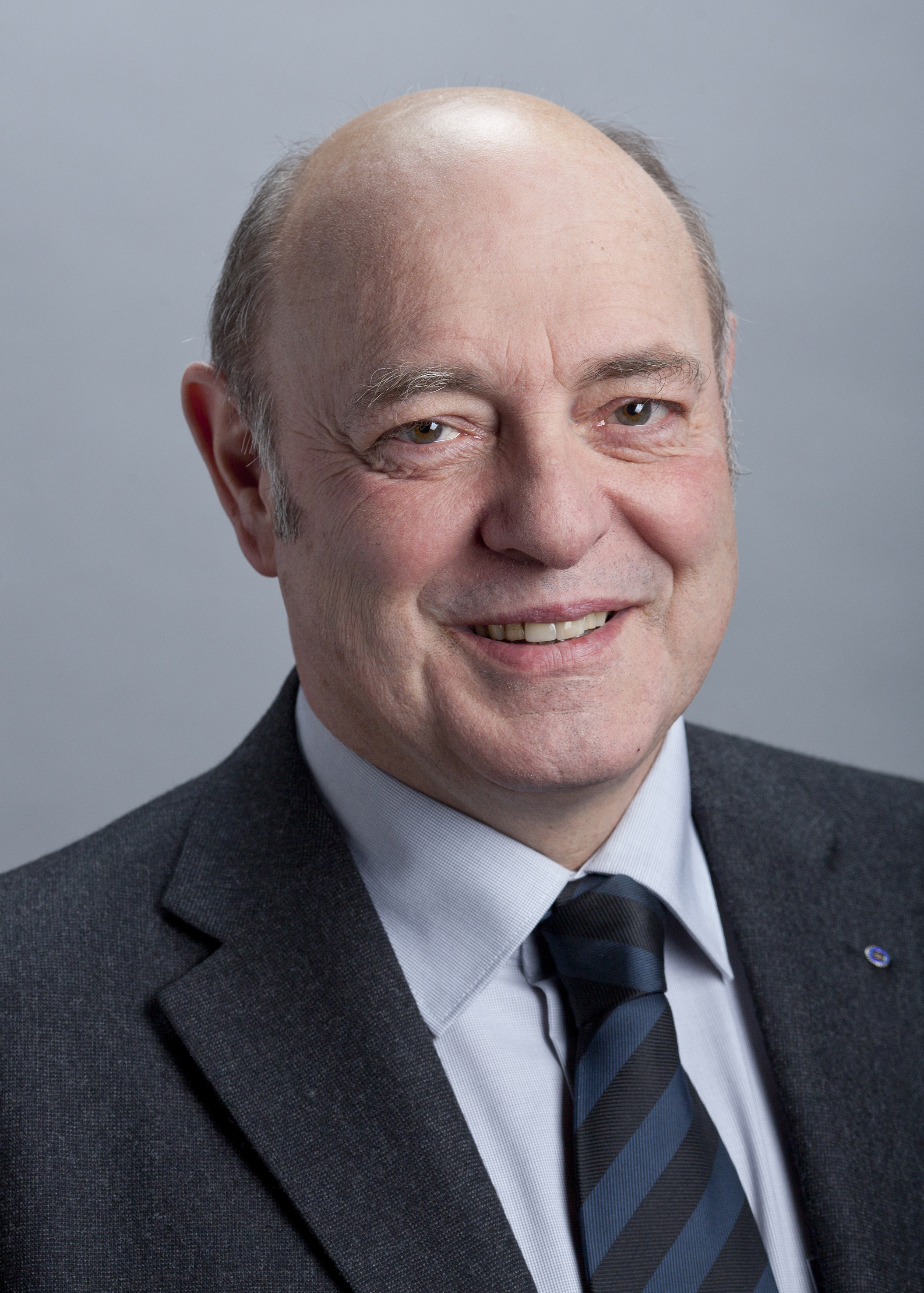
Ulrich Giezendanner (* 1953)